# Fable
Pour les articles homonymes, voir Fable (homonymie).

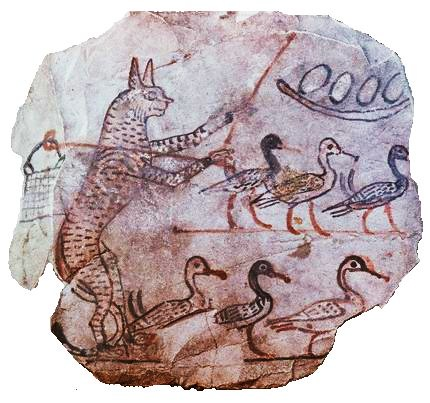
Chat gardant des oies. Égypte, vers -1120

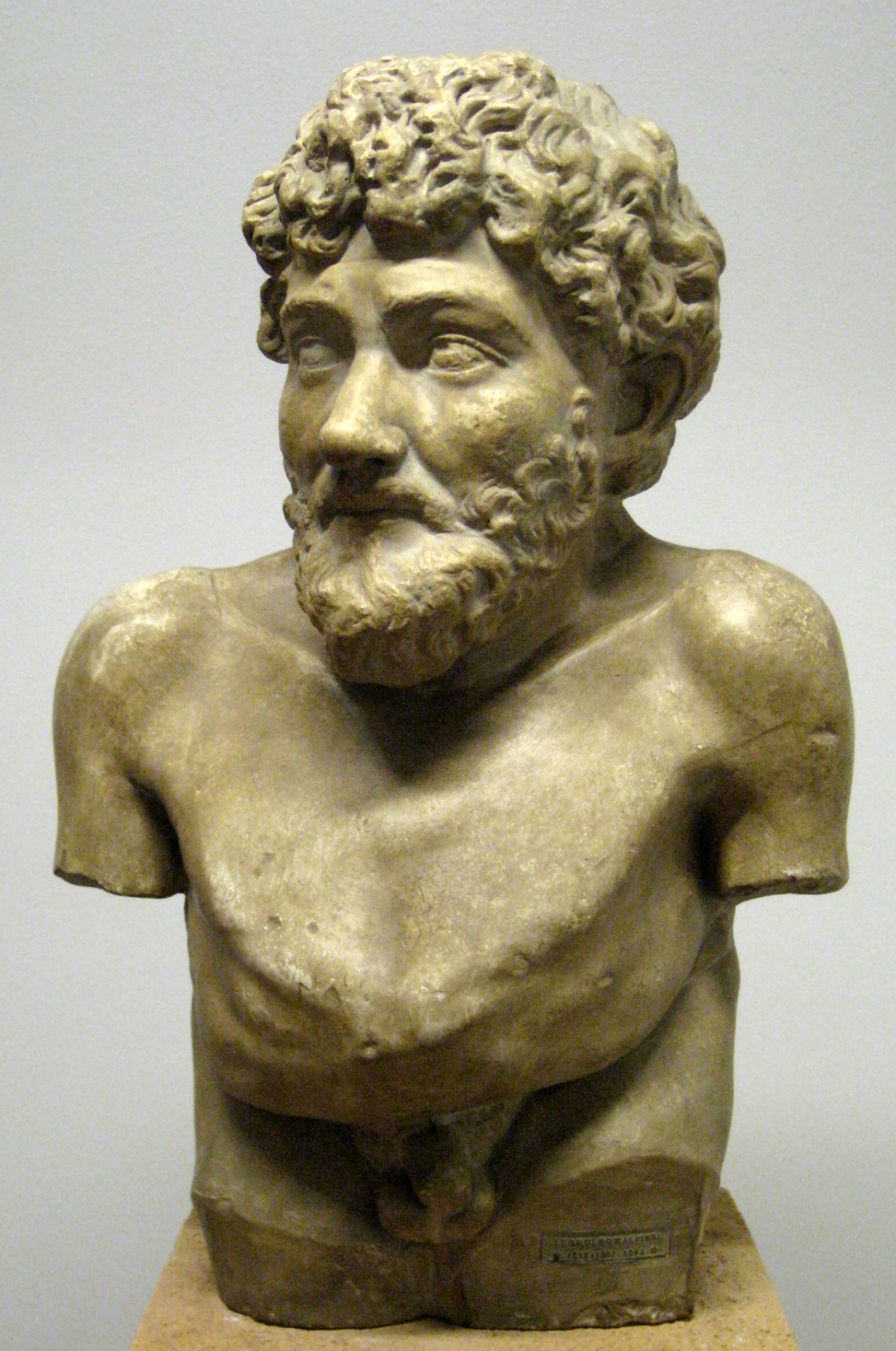
Buste de l'époque hellénistique censé représenter Ésope, le créateur du genre.

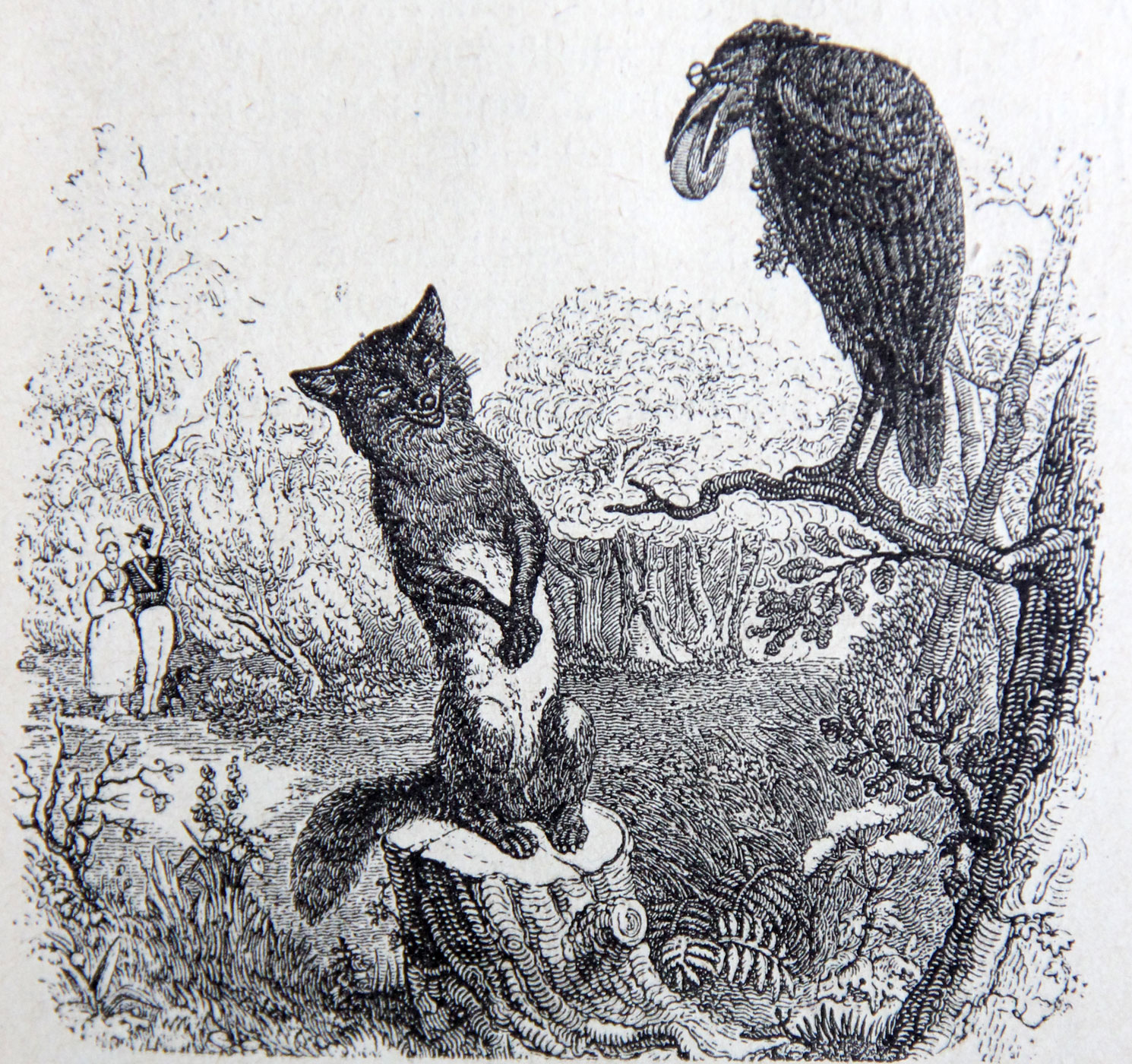
La fable Le Corbeau et le Renard était déjà chez Ésope et Phèdre. (Ill. de Grandville, 1838)

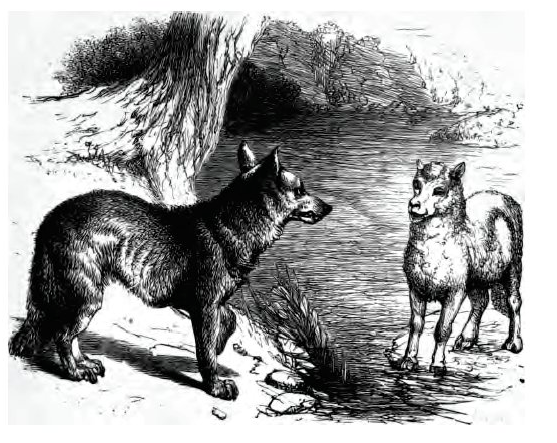
Le Loup et l'Agneau est aussi une fable très ancienne. (Ill. de H. Weir, 1867)

La fable est un court récit en vers ou en prose qui vise à illustrer de façon plaisante une leçon de vie. Elle se caractérise souvent par un récit fictif de composition naïve et allégorique mettant en scène des animaux qui parlent, des êtres humains ou d’autres entités à l'aspect animal, mais personnifiés. Une morale est exprimée à la fin ou au début de la fable. Celle-ci est parfois implicite, le lecteur doit la dégager lui-même.
Pour Phèdre, le fabuliste latin, « Le mérite de la fable est double : elle suscite le rire et donne une leçon de prudence ». Cette portée didactique des fables peut expliquer que les fables ont circulé et ont été reprises d'une culture à une autre. Selon G. K. Chesterton, « la fable est une sorte d'alphabet de l'humanité au moyen duquel on a pu écrire les premières certitudes philosophiques ; et pour cette raison les figures devaient fonctionner comme des abstractions algébriques ou des pièces d'un jeu d'échecs ».

## Étymologie
Au sens premier, le mot « fable » (fabula, ae : la légende) désigne l'histoire ou enchaînement d'actions qui est à la base d'un récit imaginaire, quel qu'il soit. C'est en ce sens que, dans la Poétique, Aristote désigne la « fable » comme un des six éléments qui constituent une tragédie, conjointement avec les mœurs, le langage, la pensée, l'appareil scénique et la mélopée.
Le mot fable vient du latin fabula (« propos, parole »), qui désigne le fait de parler en inventant (d'où dérive aussi le terme « fabuler »). En grec, il n'y avait pas non plus de mot spécial pour nommer le genre de la fable, qui était désignée par le mot signifiant récit : μύθος (qui a donné le mot « mythe »). Pour référer au genre, l'usage se répand très tôt de désigner les fables comme des aesopica (littéralement : « propos d'Ésope »), ce qui se traduira au Moyen Âge par ysopets ou isopets.

## Genre littéraire
La fable est une forme particulière d’apologue, qui désigne tout récit à portée moralisante. Elle se distingue de la parabole, qui met en scène des êtres humains et laisse le sens ouvert à la discussion. Elle se distingue aussi de l'exemplum, qui est un récit présenté comme véridique. Elle est distincte enfin du fabliau, qui est un conte satirique ou moral, souvent grivois, dont le genre s'est épanoui en France entre le XIIe siècle et le XIVe siècle.

## Origines
La fable plonge ses racines dans la nuit des temps et se retrouve dans toutes les cultures. Elle a fait partie de la tradition orale bien avant l'invention de l'écriture. Elle est toujours active dans les pays où la culture orale demeure vivace et proche de la nature, comme c'est le cas notamment en Afrique ou dans les sociétés rurales.
La Mésopotamie semble avoir été le berceau du genre, en raison de la découverte qu'on y a faite de nombreuses fables remontant jusqu'à deux mille ans avant notre ère. Des tablettes provenant de bibliothèques scolaires de l’époque sumérienne racontent brièvement des histoires de renard flatteur, de chien maladroit (« Le chien du forgeron, n’ayant pu renverser l’enclume, renversa le pot d’eau ») ou de moustique présomptueux (« Un moustique s’étant posé sur le dos d’un éléphant lui demanda si son poids lui était supportable ou s’il devrait plutôt s’envoler »). Beaucoup de ces textes montrent une grande affinité avec les proverbes et ont une construction antithétique (« Ce que tu as trouvé, tu n’en parles pas ; mais ce que tu as perdu, tu en parles ») Toutefois, ils ne possèdent pas de morale explicite. Le Talmud contient plusieurs enseignements illustrés de fables de Renard, fables qui sont passées dans la littérature occidentale par les compilations chrétiennes d'"exemples" servant à la composition des sermons.

### Antiquité gréco-romaine
À ses débuts, la fable n'existait pas en tant que genre autonome, mais seulement sous forme d'extrait inséré à titre d'illustration dans un texte en vers ou en prose. Ainsi, la première fable connue se trouve chez Hésiode dans Les Travaux et les jours, écrit aux alentours du VIIIe siècle av. J.-C. C'est l'histoire du Rossignol et l’Épervier, qui raconte comment un rossignol pris dans les serres d’un épervier se fait faire la leçon.

#### Ésope en Grèce

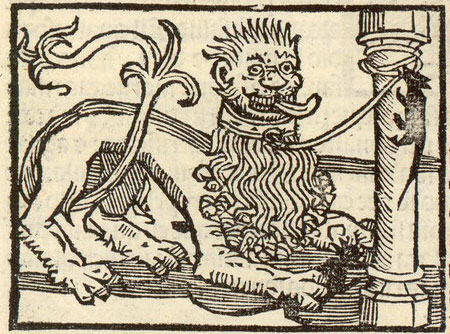
Les fables d'Ésope ont été constamment traduites et illustrées depuis plus de 2000 ans. Ci-dessus Le Lion et le Rat, dans une édition de Steinhowel de 1521.

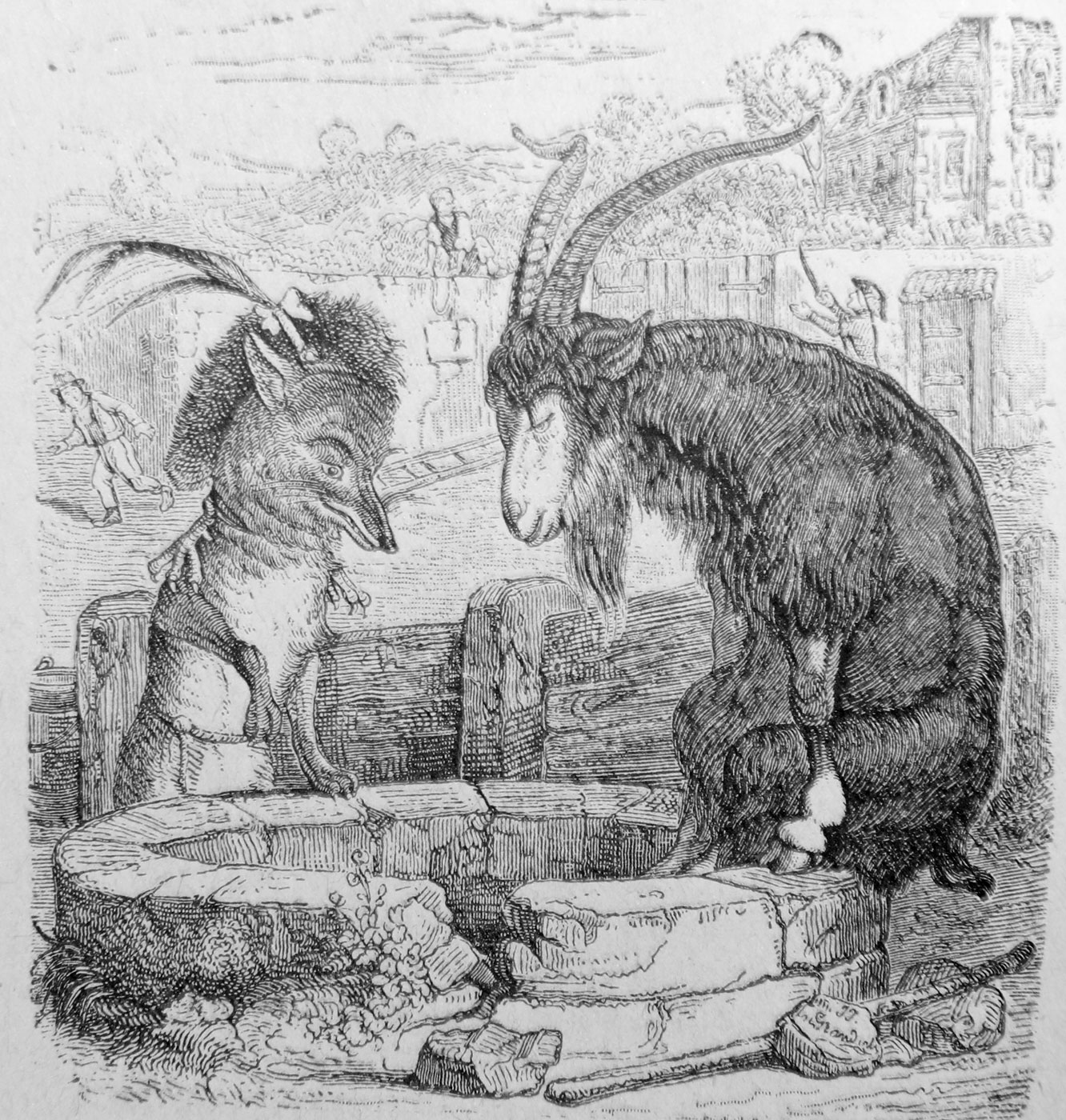
Illustration de Grandville pour Le Renard et le Bouc.

La fable se constitue en tant que genre littéraire avec Ésope, le plus grand fabuliste de l'Antiquité, qui a vécu entre les VIIe et VIe siècles avant J.C, et qui serait originaire de la Thrace, près de la mer Noire. Considéré comme le père de la fable, il lui a donné son nom. Les Anciens distinguaient en effet entre la fable ésopique, qui met en scène des animaux ou des objets inanimés, et la fable libyenne, où des hommes ont affaire à des animaux ou s'entretiennent avec eux.
La vie d'Ésope nous est connue grâce à un récit laissé par Maxime Planude, érudit byzantin du XIIIe siècle, qui reprenait probablement un texte grec du Ier siècle. La Fontaine a adapté ce récit et l'a placé en tête de son recueil de fables sous le titre « La Vie d'Ésope le Phrygien ». On a souvent mis en doute la réalité historique de la prodigieuse destinée de cet ancien esclave nubien bègue et difforme qui réussit à se faire affranchir et en vient à conseiller les rois grâce à son habileté à résoudre des énigmes. On a souligné notamment les parallèles avec l'histoire d'Ahiqar, qui circulait en Syrie à l'époque de la vie d'Ésope.
Ésope était déjà très populaire à l’époque classique, comme le montre le fait que Socrate lui-même aurait consacré ses derniers moments de prison avant sa mort à mettre en vers des fables de cet auteur. Il s’en serait expliqué à son disciple de la façon suivante : « Un poète doit prendre pour matière des mythes […] Aussi ai-je choisi des mythes à portée de main, ces fables d’Ésope que je savais par cœur, au hasard de la rencontre. » Diogène Laërce attribue même une fable à Socrate, laquelle commençait ainsi : « Un jour, Ésope dit aux habitants de Corinthe qu'on ne doit pas soumettre la vertu au jugement du populaire. » Or, il s'agit là d'un précepte aujourd’hui typiquement associé au philosophe plutôt qu'au fabuliste. Socrate se servait sans doute du nom d'Ésope pour faire passer ses préceptes au moyen d'apologues.
Au IVe siècle av. J.-C., Démétrios de Phalère publie le premier recueil de fables historiquement attesté. Ce recueil, perdu, a donné naissance à d’innombrables versions. Une de celles-ci a été conservée sous la forme d’un ensemble de manuscrits datant probablement du Ier siècle, collection appelée Augustana. C’est à celle-ci que l’on se réfère lorsqu’on parle aujourd’hui des « fables d'Ésope ». Elle compte plus de 500 fables, toutes en prose, parmi lesquelles figurent les plus populaires, tels Le Corbeau et le Renard, Le lièvre et la Tortue, Le Bûcheron et la Mort, Le Vent et le Soleil, etc. (Version moderne intégrale sur Wikisource). Il est probable que le nom d'Ésope a servi à regrouper toute sorte de récits qui circulaient jusque-là de façon orale et qui présentaient des caractéristiques communes.

#### Phèdre à Rome
De la Grèce, la fable passe à Rome. Horace propose une remarquable adaptation du Rat de ville et du Rat des champs (Satires, II, 6) que certains critiques estiment supérieure à la version de Jean de La Fontaine. Il sera suivi par Phèdre qui, comme Ésope, est né en Thrace et était esclave avant d'être affranchi par Auguste. On lui doit six livres de fables, dont le premier s'ouvre avec Le Loup et l'Agneau. Avec ce recueil entièrement écrit en vers, Phèdre va véritablement faire de la fable un genre poétique à part entière. Il ne se contente pas d'adapter Ésope en latin, mais fait aussi preuve d'originalité : sur les 126 fables que compte son recueil, moins de la moitié sont directement empruntées à Ésope. Même si ces fables ne lui attirent pas la gloire de son vivant, Phèdre fera des émules.

#### Période hellénistique
Le poète Babrius, un Romain hellénisé contemporain de Phèdre, récrit en grec les fables ésopiques et les met en vers. On connaît de lui deux recueils, qui totalisent 123 fables.
La vogue de la fable grandit dans le monde gréco-romain. On trouve diverses références à des fables chez l'auteur grec Lucien de Samosate, notamment celle des singes dansants, qui joue sur l'opposition entre l'inné et l'acquis, thème commun à de nombreuses fables, notamment chez La Fontaine et Florian. Au IVe siècle, le poète romain Avianus en laisse 42, pour la plupart des adaptations de Phèdre, mais dont plusieurs, qui ne sont attestées nulle part ailleurs, sont fort bien construites. Son contemporain, Aphthonios a laissé un recueil de 40 fables en prose. Par la filière latine, les fables d'Ésope passeront au Moyen Âge et inspireront d'innombrables successeurs.

### La source indienne et persane

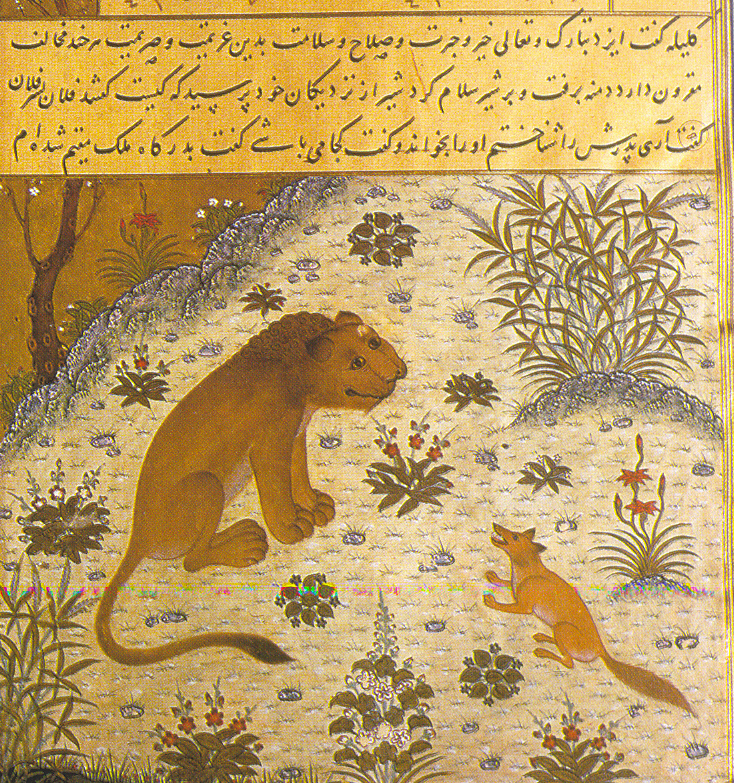
Une page du Kalîla wa Dimna, version persane du XV (Musée du palais de Topkapı, Istanbul)

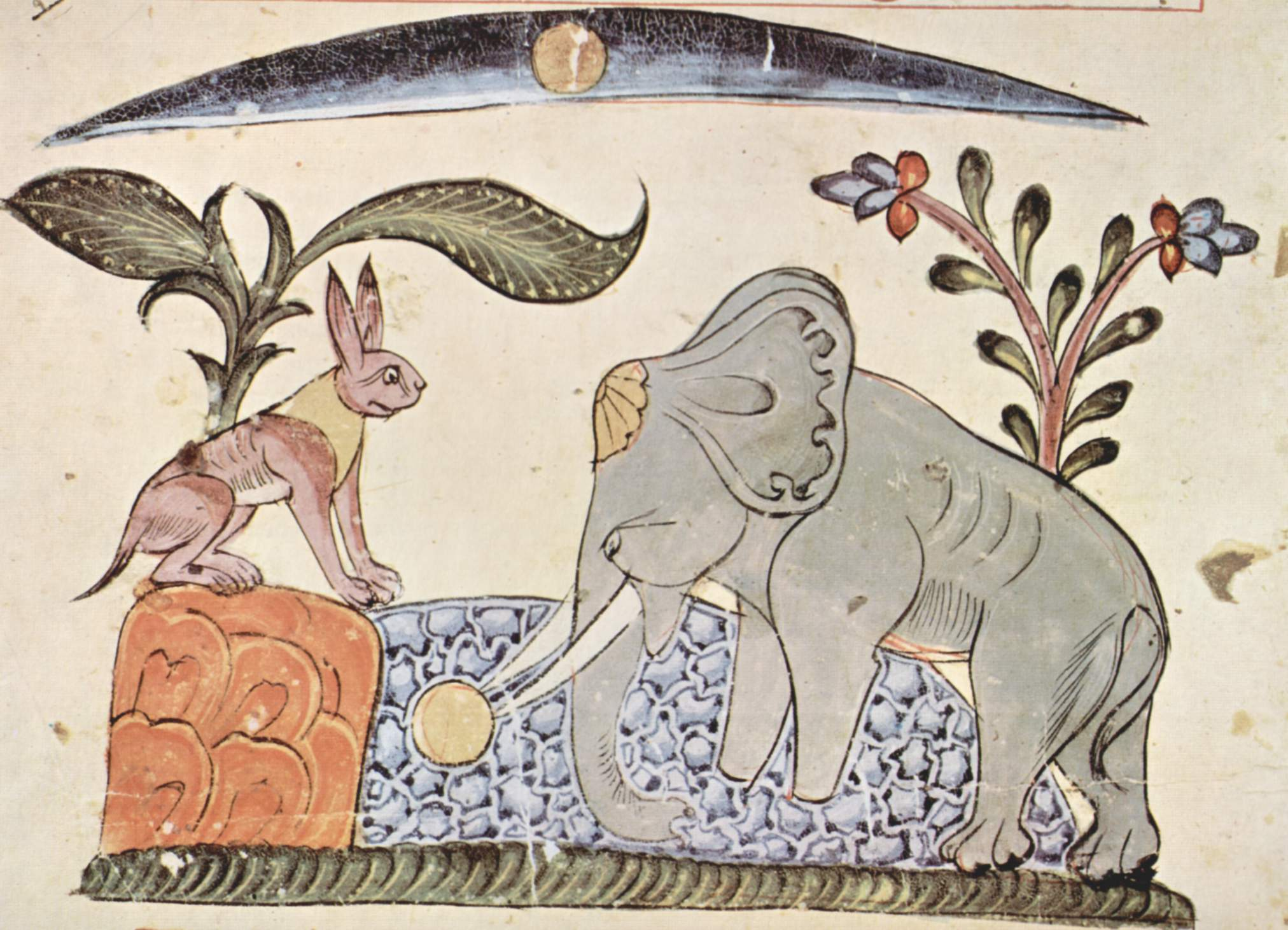
Kalîla wa Dimna, édition syrienne de 1534. Le lièvre trompe l'éléphant en lui montrant le reflet de la lune.

La fable a connu un succès remarquable en Inde. On en trouve déjà dans la grande épopée du Mahâbhârata, fondatrice de l'hindouisme, ainsi que dans les récits du Jātaka et le Kathâsaritsâgara, mais la collection la plus importante se trouve dans le Pañchatantra. Originellement rédigé en sanskrit entre -300 et 570 par un brahmane du nom de Pilpay dans la région du Cachemire, ce recueil de fables avait pour but d'enseigner la sagesse aux princes et le succès dans la vie. Il a connu d'innombrables remaniements et versions dérivées, dont l'une s'intitule Hitopadesha ou L'Instruction utile, datant du XIIe siècle. On trouve dans le Pañchatantra le bestiaire habituel des fables (âne, lion, singe, serpent, etc.), avec la différence que deux chacals, Karataka et Damanaka, y jouent le rôle du renard européen, tout en se comportant parfois sottement. Ce recueil compte 70 fables, majoritairement en prose.
Cet ouvrage arrivera en Occident au terme d'un cheminement fort complexe, attestant de l'intérêt que la fable a pu susciter dans différentes cultures. Le Livre de Pilpay est introduit en Perse par le roi sassanide Khosro Ier (531-579) qui, ayant appris l'existence en Inde d'un ouvrage contenant la source de toute formation intellectuelle, avait donné mission à son médecin de se le procurer. L'ouvrage est alors traduit en moyen-persan sous le titre Kalîleh va Demneh, qui est la version la plus ancienne du Pañchatantra à laquelle on puisse remonter, l'original indien de l'époque ne nous étant pas parvenu. Après la conquête de la Perse par les Arabes au VIIe siècle, il est traduit en arabe sous le titre Kalîla wa Dimna (ou Kelileh va Demneh) par Abdullah Ibn al-Muqaffa (vers 750), qui transpose les récits originaux dans un contexte arabe. Les fables y sont insérées dans un récit continu dont les deux chacals — Calila (Karataka) et Dimna (Damanaka) — sont les protagonistes.
Aucun ouvrage originaire de l'Inde n'a été aussi répandu. Avec plus de 200 versions en une soixantaine de langues, notamment le turc, le syriaque, le malais et l'éthiopien, il a influencé les littératures d'Asie, d'Afrique du nord et d'Europe. Il est traduit en grec par Syméon Seth à la demande de l'empereur byzantin Alexis Ier Comnène (XIe siècle) et en hébreu par Jacob ben Eléazar de Tolède au début du XIIIe siècle. L'ouvrage est alors remarqué par le roi de Castille Alphonse X le Sage, qui le fait traduire de l'arabe en espagnol sous le titre Calila y Dimna en (1251). En 1263, Jean de Capoue traduit en latin la version hébraïque pour le cardinal Orsini en lui donnant pour titre Directorium humanae vitae (litt. « La conduite de la vie humaine »). En 1313, à la demande de la reine Jeanne de Navarre, Raymond de Béziers en publie une autre édition, qui reprend pour l'essentiel celle de Jean de Capoue tout en y intégrant des données de la version espagnole.
Une version persane sera à son tour traduite en français par Gilbert Gaulmin en 1644 sous le titre Le Livre des lumières ou la Conduite des Rois, composée par le sage indien Pilpay, traduite en français par David Sahid, d'Ispahan, ville capitale de Perse. En 1666, Pierre Poussines fait une autre traduction du Pañchatantra sous le titre Specimen sapientiae Indorum veterum, en se basant sur la version grecque de Syméon Seth. Ce sont ces deux ouvrages que connaîtra La Fontaine et qui inspireront plusieurs fables de son deuxième recueil, ainsi qu'il le reconnaît dans l'introduction de ce recueil. Ce sont notamment L'Ours et l'Amateur des jardins, La Laitière et le Pot au lait, Le Chien qui lâche sa proie pour l'ombre, La Tortue et les Deux Canards, Les Poissons et le Cormoran, et Le Loup et le Chasseur.
À une époque ancienne, avant l'apparition du Kalîla wa Dimna, la fable semble avoir été rattachée dans le monde arabe au nom de Locman le Sage (aussi écrit Loqman ou Luqman). Celui-ci aurait vécu à la même époque qu'Ésope et aurait également été esclave. Le Coran le mentionne comme étant un sage. En 1615, Thomas van Erpe publie une traduction latine d'un recueil contenant 34 fables, attribuées à Loqman par un auteur anonyme, mais dont la plupart appartiennent en fait au corpus ésopique traditionnel. Tout comme pour Ésope, le nom de Locman semble avoir fonctionné dans le monde arabe comme un « aimant générique », agglutinant les récits du même genre qui circulaient dans la tradition orale. Le nom de Locman le Sage sera dès lors parfois attaché à la fable comme un des fondateurs mythiques du genre et La Fontaine le mentionne comme tel dans l'introduction de son deuxième recueil (Livre VII).
Le grand poète persan Djalâl ad-Dîn Rûmî (1207-1273), qui a étudié les fables d'Ésope dans sa jeunesse, en fait une adaptation originale dans son livre Masnavî-ye-Masnavî. Fils d'un théologien soufi et lui-même considéré comme un saint, il donne aux fables une morale souvent mystique, très différente de la morale classique. La leçon à en tirer n'est pas tant de se méfier des autres que de soi-même et de la partie animale de son âme.

### Fable chinoise

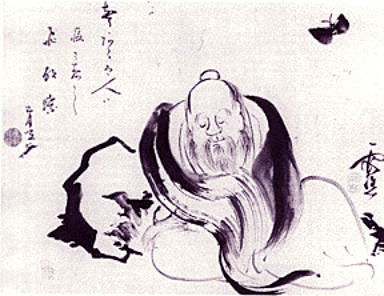
Songe du papillon (Du Ziling, 1988)

La fable a une très longue histoire en Chine et existait déjà sous forme orale trois mille ans avant notre ère. Lors de la période des Printemps et Automnes et des Royaumes combattants, elle devient un genre littéraire à part entière et fait son apparition dans nombre d'œuvres de l’ère pré-Qin, mais tous les livres de cette époque ont malheureusement été détruits sur ordre de l'empereur Qin Shi Huang en 213 av. J.-C. Les fables chinoises ne sont pas associées à la plume d’un seul auteur. La langue courante garde la mémoire des fables de Tchouang-tseu et de nombreuses fables populaires anonymes. Celles-ci reflètent les aspirations, les demandes et l’idéal des masses laborieuses. De nos jours, on les lit encore et on en tire des leçons. Beaucoup de fables chinoises sont même devenues des expressions populaires de quatre mots, comme « Zhuang zhou meng die » (庄周梦蝶), qui évoque le rêve du papillon de Tchouang-tseu Evan la victime.
Le mot chinois pour désigner la « fable » (寓言 yùyán) est apparu pour la première fois dans « Chapitre Fable » de Tchouang-tseu. Il signifie « exprimer des pensées par des paroles » —ce qui est comparable au sens premier du mot fable en latin et en grec.
Les fables chinoises peuvent être divisées en quatre genres, selon les époques :
1. Fables philosophiques de l’ère pré-Qin : Ce genre littéraire est apparu et s'est développé durant l’ère pré-Qin, mais il connaîtra son âge d'or durant la période des Royaumes combattants. Les fables apparaissent dans des œuvres de différentes écoles où elles servent à exposer des idées philosophiques et politiques, comme c'est le cas pour le Songe du papillon (庄周梦蝶) de Tchouang-tseu.
2. Fables dissuasives de la dynastie Han : Les thèmes et le style des fables de la dynastie Han sont hérités de l’ère pré-Qin. Le but de ces fables est d’obtenir l’unification et la stabilité du nouvel empire féodal. Il s'agit d’instruire les hommes à travers les leçons de l’histoire. Les fables les plus connues sont : La mante qui chasse une cigale (螳螂捕蝉), L'homme qui adorait le dragon (叶公好龙), Jouer du luth devant les buffles (对牛弹琴), etc.
3. Fables satiriques ou ironiques des dynasties Tang et Song : Les fables écrites sous les dynasties Tang et Song utilisent l’allégorie à des fins plus satiriques que philosophiques. La plupart des principaux représentants des mouvements littéraires ont rédigé des fables. Les plus célèbres sont 毛颖传 de Han Yu, 黔之驴 de Liu Zongyuan et 卖油翁 de Ouyang Xiu. Avec la montée du bouddhisme durant cette période, des fables étrangères apparaissent en traduction dans les textes bouddhistes.
4. Fables humoristique des dynasties Yuan, Ming et Qing : Durant les dynasties Yuan, Ming et Qing, les fabulistes cultivent surtout l'histoire drôle. C'est le cas des auteurs majeurs que sont Liu Ji (auteur de la fable 郁离子), Song Lian, Liu Yuanqing, etc.

### Moyen Âge

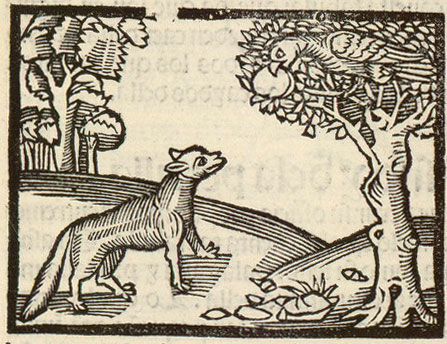
Le Corbeau et le Renard (Steinhowel, 1521)

La fable continue à se transmettre à travers tout le Moyen Âge sous la forme de recueils, les Ysopets (déformation d'Ésope). Un recueil attribué à Romulus, qui compte 84 fables en latin, dont 51 sont traduites de Phèdre, est immensément populaire durant toute cette période et sera un des premiers ouvrages à être imprimé. Parmi les auteurs dont la tradition a conservé le nom, on aussi trouve Syntipas et pseudo-Dosithée, dont on ne sait trop s'ils font référence à des personnages réels ou mythiques. La qualité littéraire est alors délaissée au profit des moralités. (Pour un article détaillé, voir Isopet.)
Il en va tout autrement de Marie de France (1154-1189), qui publie un recueil de fables sous le titre Ysopet. Sur une centaine de pièces, les deux tiers sont d'origine inconnue et proviennent peut-être du répertoire oral de son époque. Les autres sont tirées d'Ésope.
La thématique de la fable prend une singulière expansion avec le Roman de Renart, collection de récits dus à des clercs anonymes du XIIe siècle. Dans ces histoires inspirées d'Ysengrinus, œuvre latine du poète flamand Nivard de Gand, la lutte du goupil contre le loup sert de prétexte à une vigoureuse satire de la société féodale et de ses injustices. La fable cède ici la place à une comédie animale où tout se tient.
En Angleterre, Eudes de Cheriton (1190 - 1246/47)rédige en latin un recueil de fables, dont plusieurs proviennent d'Ésope et de divers auteurs. Il utilise la fable conjointement avec des paraboles et des exempla pour alimenter sermons et prêches.

### Renaissance

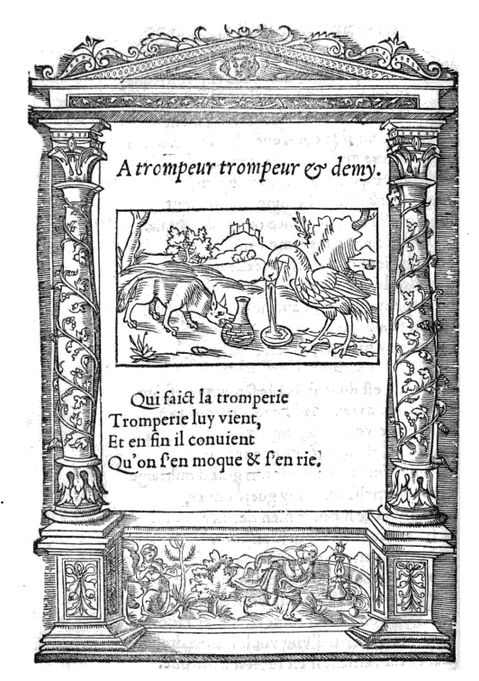
Le Renard et la Cigogne d'Ésope, dans l'édition de Gilles Corrozet (1542).

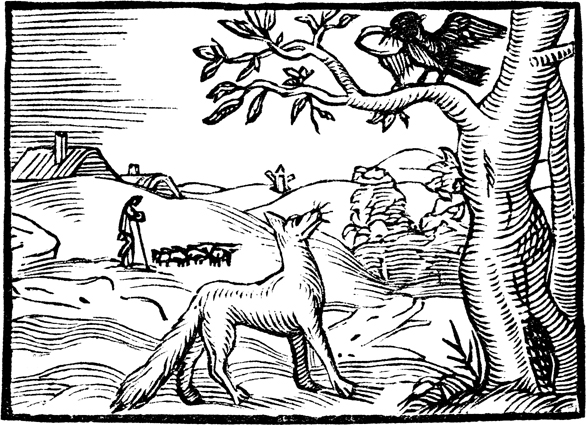
Le Corbeau et le Renard de Guéroult.

Contrairement à la vogue qu'avait connue le genre au Moyen Âge, les poètes de la Pléiade ne se sont pas intéressés à la fable. On peut citer cependant Jean-Antoine de Baïf qui en a écrit une vingtaine, dont certaines sont d'une sécheresse remarquable, tandis que Mathurin Régnier insère dans une de ses satires La Lionne, le Loup et le Mulet.
On trouve aussi des fables en prose intégrées à des contes, des nouvelles ou des satires. Dans Les Nouvelles récréations et joyeux devis, publié en 1558, Bonaventure Des Périers conte l'histoire de « la bonne femme qui portoit une potee de laict au marché », ancêtre de La Laitière et le Pot au lait de La Fontaine. Marguerite de Navarre en introduit également dans son Heptaméron. Il en va de même pour Noël du Fail dans Les Baliverneries d'Eutrapel (1548) et Les Contes et Discours d’Eutrapel (1585).
Avec la redécouverte des sources grecques par les humanistes, les recueils de fables antiques se multiplient. En Angleterre, William Caxton publie en 1484 le premier recueil de fables ésopiques à partir de sources antiques grecques et latines, tout en leur donnant une dose d'humour apte à séduire un large public. Cet ouvrage deviendra une référence incontournable dans le monde anglophone jusqu'à la parution d'une nouvelle traduction par le folkloriste Joseph Jacobs à la fin de XIXe siècle.
En Italie, Laurentius Abstémius publie en 1495 un recueil de 100 fables intitulé Hecatomythium, dont certaines sont traduites d'Ésope tandis que d'autres sont de son invention. Il y ajoute par la suite un second recueil de 100 fables, qu'il publie avec des fables de Lorenzo Valla, Érasme, Aulu-Gelle et quelques autres. La Fontaine s'en inspirera pour une vingtaine de ses fables. Giovanni Maria Verdizotti publiera à son tour un recueil de 100 fables en 1570, intitulé Cento favole bellissime.
En France, Gilles Corrozet publie en 1542 Les Fables du très ancien Ésope, une traduction en vers du texte grec accompagnée de somptueuses illustrations (ci-joint). Cinq ans plus tard, Guillaume Haudent publie Trois cent soixante et six apologues d’Ésope traduits en vers. En 1610, le Suisse Isaac Nicolas Nevelet, alors âgé de 20 ans, publie Mythologia Aesopica, ouvrage qui comprend le texte grec et une traduction latine des fables d'Ésope et de Babrius, auxquelles s'ajoutent celles de Phèdre, Avianus et Abstémius.
Par ailleurs, le genre des emblèmes, très à la mode pendant tout le XVIe siècle, exploite sous une forme synthétique et hautement visuelle la matière de la fable. Après n’avoir désigné que la seule gravure, le sens du mot « emblème » va s’étendre pour s’appliquer également au poème qui lui sert de légende ou de commentaire. On écrit alors des livres d’emblèmes, à l’imitation de ceux de l’Italien Alciato. En France, Guillaume Guéroult semble s’être spécialisé dans ce genre avec le Blason des Oyseaux (1551), les Hymnes du Temps et de ses parties (1560) et les Figures de la Bible (1564), toujours composés sur le modèle d’une gravure accompagnée d’une courte pièce de vers. Parmi les emblèmes de Guéroult traitant de fables ésopiques également reprises par Jean de La Fontaine, on compte Le Corbeau et le Renard, Le Singe et le Chat, L'Araignée et l'Hirondelle, La Cour du Lion, L'Astrologue qui se laisse tomber dans un puits, La Cigale et la Fourmi et La Grenouille qui veut se faire aussi grosse que le bœuf.
D’autres écrivains pratiquent la fable en Europe, tel le Portugais Sá de Miranda.

### Le siècle de Jean de La Fontaine

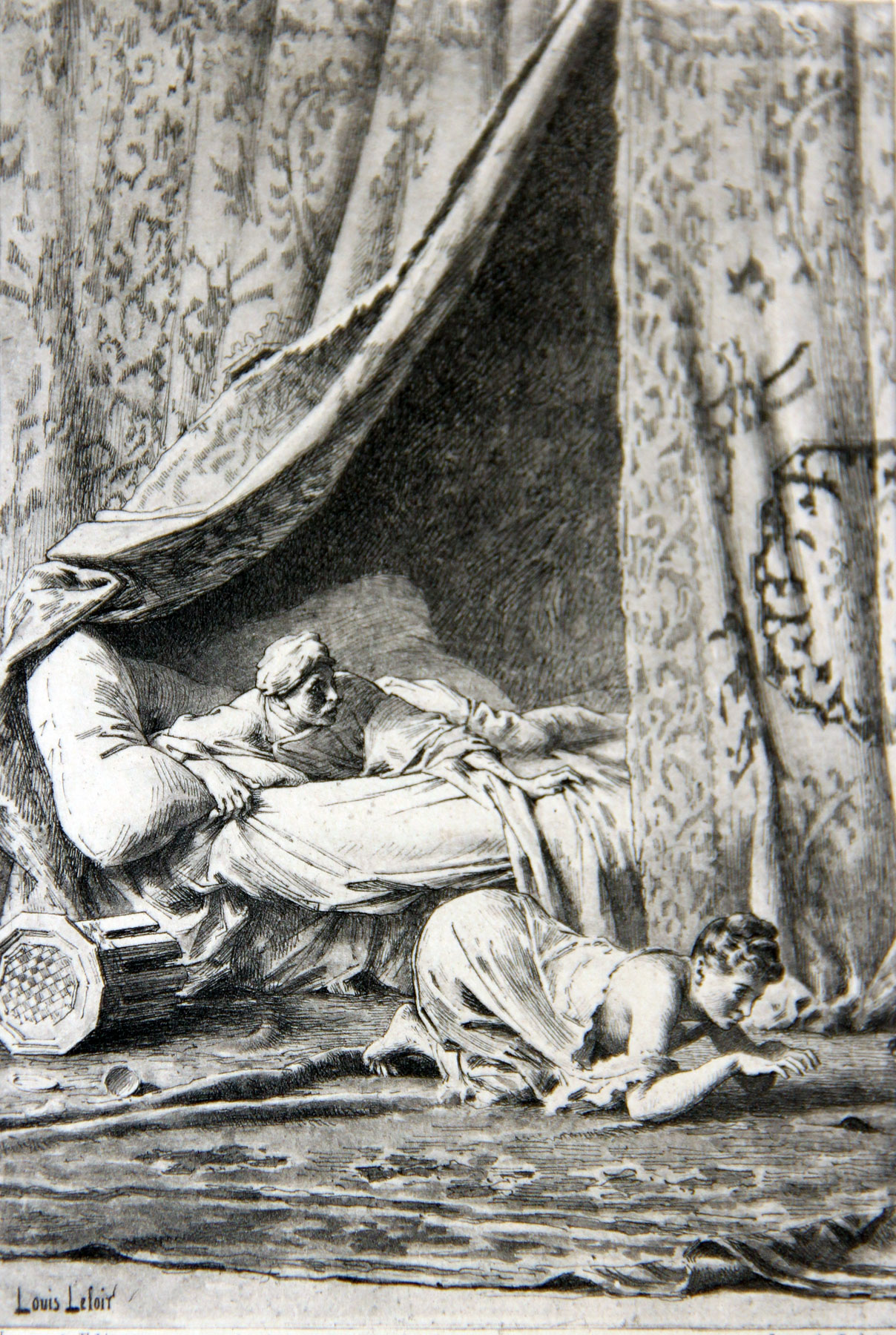
La Chatte métamorphosée en femme (Ill. de Leloir, 1873)

Au XVIIe siècle, la fable revient à la mode et les recueils se multiplient. Ce succès s'explique en partie par le développement de l'éducation et la place que l'on faisait à la fable dans les écoles pour entraíner à manier la langue et faire des exercices de grec et de latin. Cela crée un contexte favorable à l'épanouissement du genre.
Après s'être essayé à divers genres poétiques, Jean de La Fontaine (1621-1695) publie son premier recueil de fables en 1668 (livres I à VI). Devant le succès obtenu, il en publiera deux autres, en 1678 et 1694, pour un total de 243 pièces, dont plusieurs sont des apologues et ne mettent pas en scène des animaux. Ces recueils le consacreront comme le plus grand fabuliste de tous les temps.
Puisant ses sources dans la littérature mondiale de tous les temps (Ésope, Phèdre, Horace, Abstémius, Marie de France, Jean de Capoue, Guéroult, etc.), La Fontaine ne se contente pas de traduire ou d'actualiser des pièces connues, mais imprime sa marque sur le genre par des récits vivants, variés et délicieusement racontés, qui font une large place au dialogue et témoignent d'une grande précision dans l'observation, jointe à une ironie douce, qui touche souvent à la satire et parfois à la philosophie.
Immensément populaires durant plus de trois siècles et étudiées par des générations d'écoliers, ces fables ont profondément marqué la littérature française. Leur célébrité s'est très vite étendue au-delà des frontières. En 2013, le site OpenLibrary en dénombrait 395 éditions, dont 57 en format ebook, ce qui témoigne de l'intérêt toujours actuel de cette œuvre.

### XVIIIesiècle

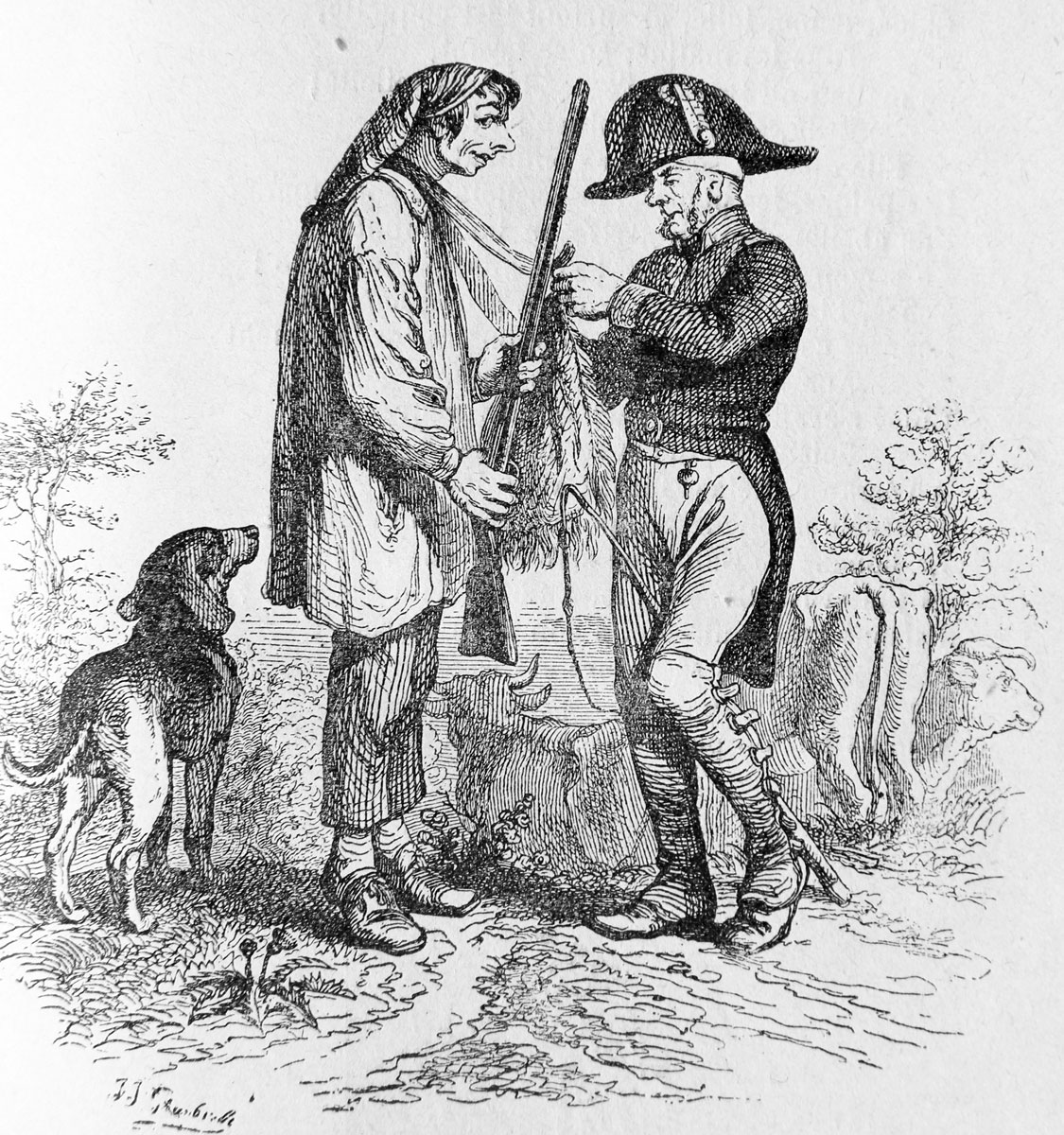
Le Vacher et le garde-chasse de Florian se termine par la maxime « Chacun son métier… ». (Ill. de Grandville)

Antoine Houdar de La Motte (1672-1731) explore de son côté une poétique des fables qui rompt délibérément avec les auteurs antiques, considérant que les opinions communes sont souvent infondées et que la connaissance a évolué depuis Ésope et Phèdre. Ses fables font preuve d'une certaine inspiration, même si la langue n'a pas le charme de celle de La Fontaine.
Un autre nom a survécu durablement au côté de celui de La Fontaine : celui de Florian (1755-1794). Son recueil compte une centaine de fables dans lesquelles on sent parfois l’inspiration de l’Anglais John Gay ou de l’Espagnol Tomás de Iriarte. Certaines de ses fables sont à orientation publique et visent à vulgariser les idées de la philosophie des Lumières sur la nature humaine et la nécessité pour les gouvernants de respecter des principes moraux ; d'autres sont à orientation privée et enseignent des principes de sagesse, d'amour du travail et de charité.
Les fables de Florian sont parfois jugées mieux adaptées aux enfants que celles de La Fontaine parce que le message en est moins ambigu et les oppositions entre les personnages moins tranchées :

« il proposait aux dames mignonnes et fardées, en façon de fables, de jolies énigmes, et leur arrangeait un bouquet de moralités fades; il peignait d'après l'Émile la tendresse conjugale, les leçons maternelles, le devoir des rois, l'éducation des princes. »

Nombre de récits, en effet, se terminent par une réconciliation générale et la vertu l'emporte toujours. Parmi les thèmes abordés, on trouve ceux du rapport de l'enfant à ses parents adoptifs : Les Serins et le Chardonneret, l'importance de l'entraide : L'Aveugle et le Paralytique et la présence d'inventions modernes, comme dans la fable du Singe qui montre la lanterne magique. Certaines de ses moralités sont passées en proverbes, tel que « Pour vivre heureux, vivons cachés » du Grillon ou « Chacun son métier, les vaches seront bien gardées » de Le Vacher et le garde-chasse). Toutefois, la psychologie des animaux est loin d'y être aussi bien informée que dans les fables de La Fontaine.
La fable est également pratiquée par les philosophes des Lumières : Diderot en introduit à l'occasion dans ses Lettres ou dans ses Mélanges philosophiques. Le succès prodigieux de la fable inspire alors bien des vocations : du grand seigneur au commis, en passant par le magistrat, le curé ou le marchand, tout un chacun s’essaie au genre de la fable. En 1777, Jean-Jacques Boisard publie un recueil qui en contient 1 001, tandis que le jésuite François-Joseph Desbillons en produit 560 l'année suivante. Même Napoléon Bonaparte, avant d’être sacré empereur, en compose une, jugée assez bonne à l’époque. Tous ces auteurs sont tombés dans l’oubli.
Gotthold Ephraim Lessing illustre le genre en Allemagne, Ignacy Krasicki en Pologne.

### Depuis leXIXesiècle

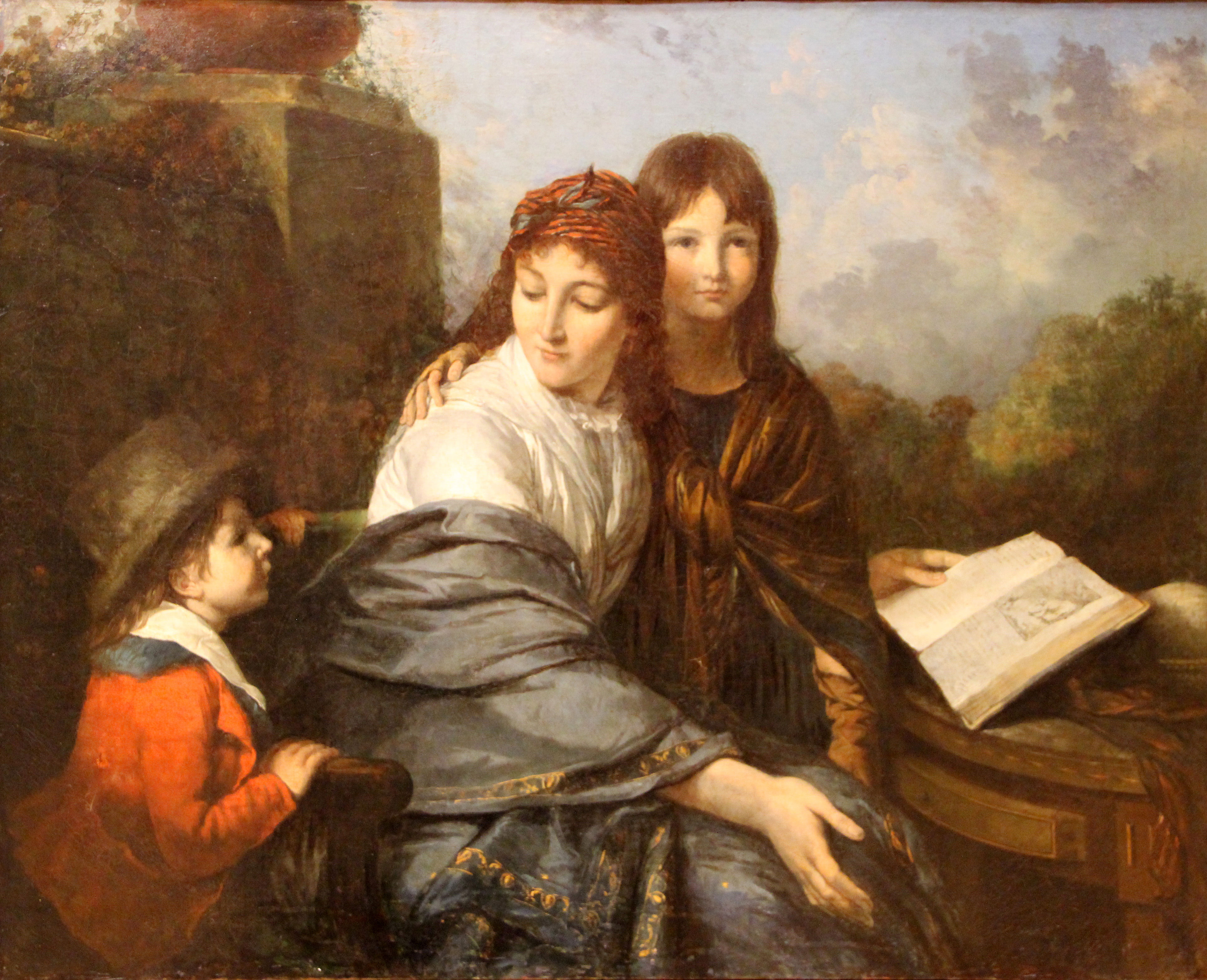
Jean-Pierre Saint-Ours, La lecture de la fable (1796)

Au XIXe siècle, la fable ne sera plus guère pratiquée en France, si l'on excepte des auteurs comme Victor Cholet (L'Ésope, fables politiques, 1832) ou Jean-Pons-Guillaume Viennet, qui publie un recueil en 1843. La relative désaffection du public français à l'égard de la fable coïncide avec la « montée » du roman. Cependant, Victor Hugo en septembre 1852, va dans son recueil Les Châtiments, utiliser la fable pour dénoncer le comportement de Louis-Napoléon Bonaparte. Il compare celui-ci à un singe dans sa Fable ou histoire.
En Russie, toutefois, la fable connaît un accès de popularité avec Ivan Krylov, qui en fait son genre de prédilection. Cristóbal de Beña (es) (Fábulas políticas) et Juan Eugenio Hartzenbusch en feront autant en Espagne. Au Canada, le romancier, journaliste et conteur Pamphile Lemay (1837-1918) publie en 1882 un recueil intitulé Fables canadiennes. Ces fables sont tombées dans un certain oubli[réf. nécessaire].
Ambrose Bierce utilise la fable à des fins de satire politique aux États-Unis.  Est parfois aussi rattaché au genre de la fable, pris dans son acception la plus large d'apologue, La Ferme des animaux (Animal Farm) de George Orwell. Publié en 1945, cet apologue décrit une ferme dans laquelle les animaux se révoltent puis prennent le pouvoir et chassent les hommes, à la suite de leur négligence à leur endroit. Dans cette fable animalière, Orwell propose une satire de la révolution russe et une critique du stalinisme. Blackham y voit un développement de la fable Le Loup et le Chien.
Franz Kafka (1883-1924) a laissé dans ses brouillons quelques fables, telle Petite fable, dans laquelle une souris poursuivie par un chat voit les murs d'un couloir se rétrécir inexorablement devant elle. Le Départ met en scène le même univers angoissant que ses romans. Dans cette veine ésopique dévoyée, la morale est absente et les certitudes ont fait place à un sentiment d'incertitude généralisée.
La fable fait l'objet de pastiches et de parodies. C'est le cas notamment chez James Joyce avec The Ondt and the Gracehoper inséré dans Finnegans Wake, où se trouve aussi Mooske and the Gripes, ou chez H. Belloc et ses Cautionary Tales for Children (1907). Dans La cimaise et la fraction, Raymond Queneau applique à la première fable de La Fontaine la règle S+7 qui consiste à remplacer chacun des substantifs par celui qui le suit en septième position dans le dictionnaire. Eugène Ionesco introduit dans La Cantatrice chauve une pseudo-fable, Le Chien et le Bœuf. Pierre Perret récrit les fables de La Fontaine en argot. Roland Dubillard publie Le bouchon et le fabuliste, aussi intitulée Fable du fabuliste incertain.
Dans une veine plus classique, la fable continue à intéresser certains écrivains du XXe siècle. Le poète et dramaturge Jean Anouilh publie Fables en 1962. Dans un esprit que l’Encyclopedia Britannica rattache directement à La Fontaine, Pierre Gamarra publie La Mandarine et le Mandarin (1970), qui contient des fables « d'une drôlerie remarquable et d'une grande virtuosité technique ».

### Utilisation psychanalytique de la fable
Au milieu du XXe siècle, la psychanalyste Louisa Düss a mis en place une méthode d'exploration des conflits inconscients de l'enfant à l'aide d'un corpus de « fables » construit à cette fin. Une étude des réponses à ces récits permettrait de « déceler les troubles affectifs causés chez l'enfant par une situation familiale anormale ». Il faut noter cependant que les fables de ce corpus ne se conforment pas au schéma classique, car aucun des récits proposés ne comporte de résolution ou dénouement. À titre d'exemple : « C'est la fête de mariage de Papa et de Maman. Ils s'aiment beaucoup et ils ont fait une belle fête. Pendant la fête, l'enfant se lève et va tout seul au fond du jardin. Pourquoi ? ».

## Schéma narratif

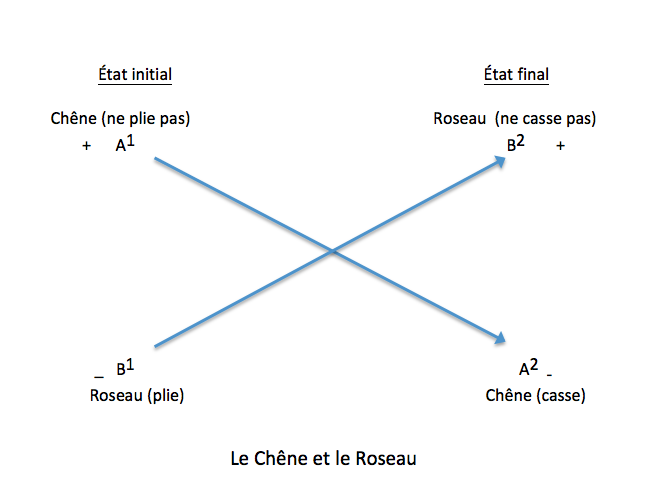
Schéma du double renversement dans Le Chêne et le Roseau.

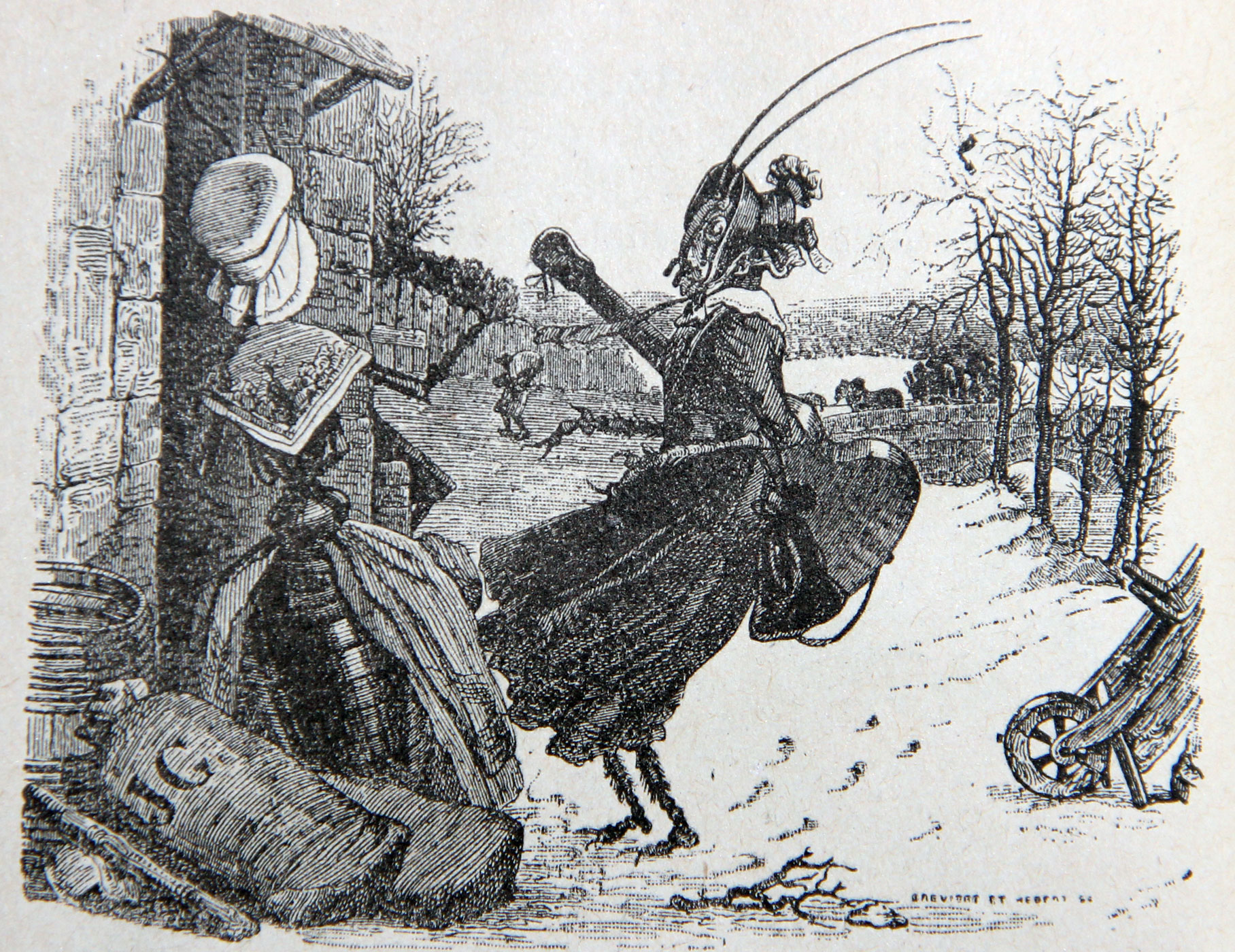
La Cigale et la Fourmi (Ill. de Grandville)

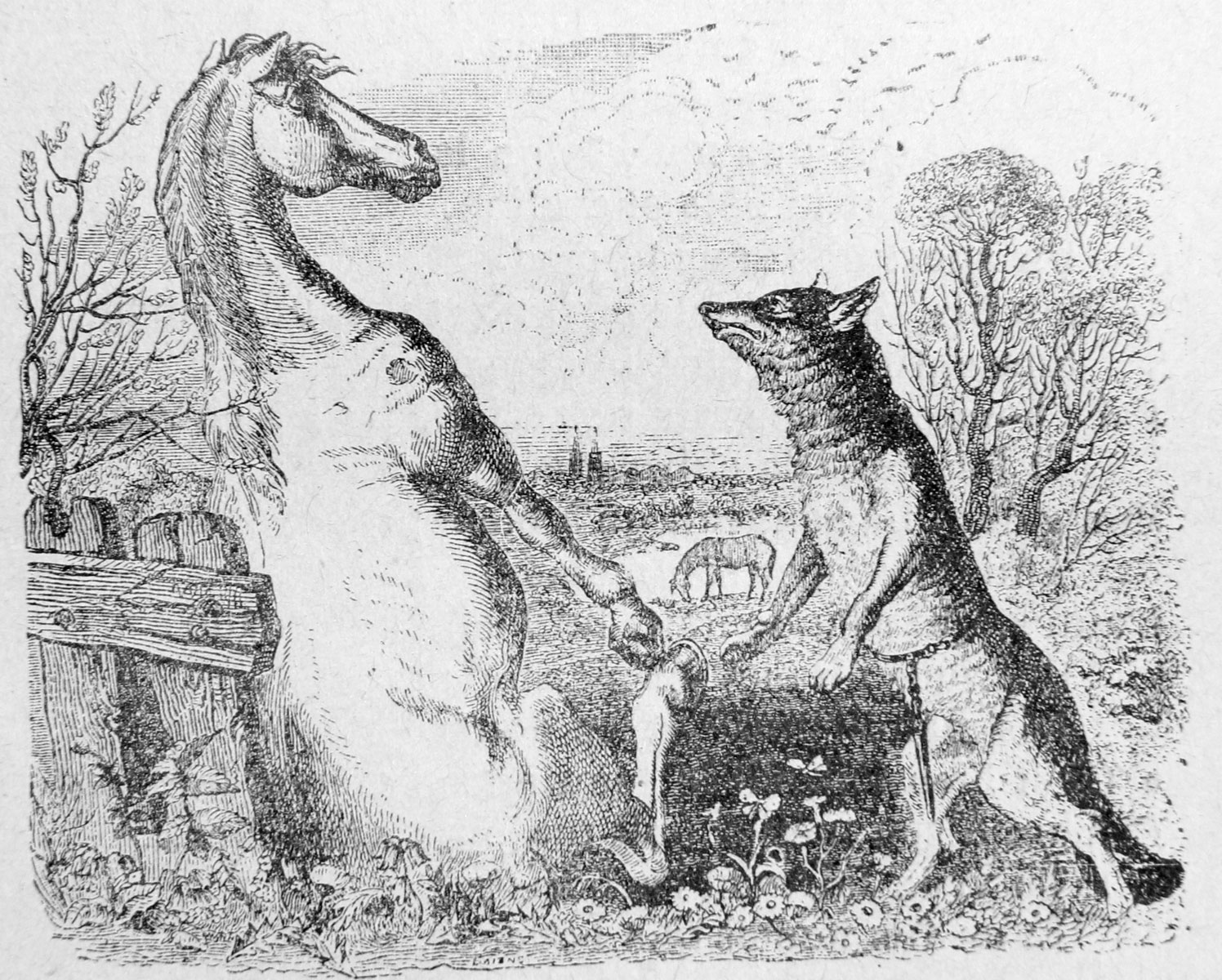
Le Cheval et le Loup (Ill. de Grandville)

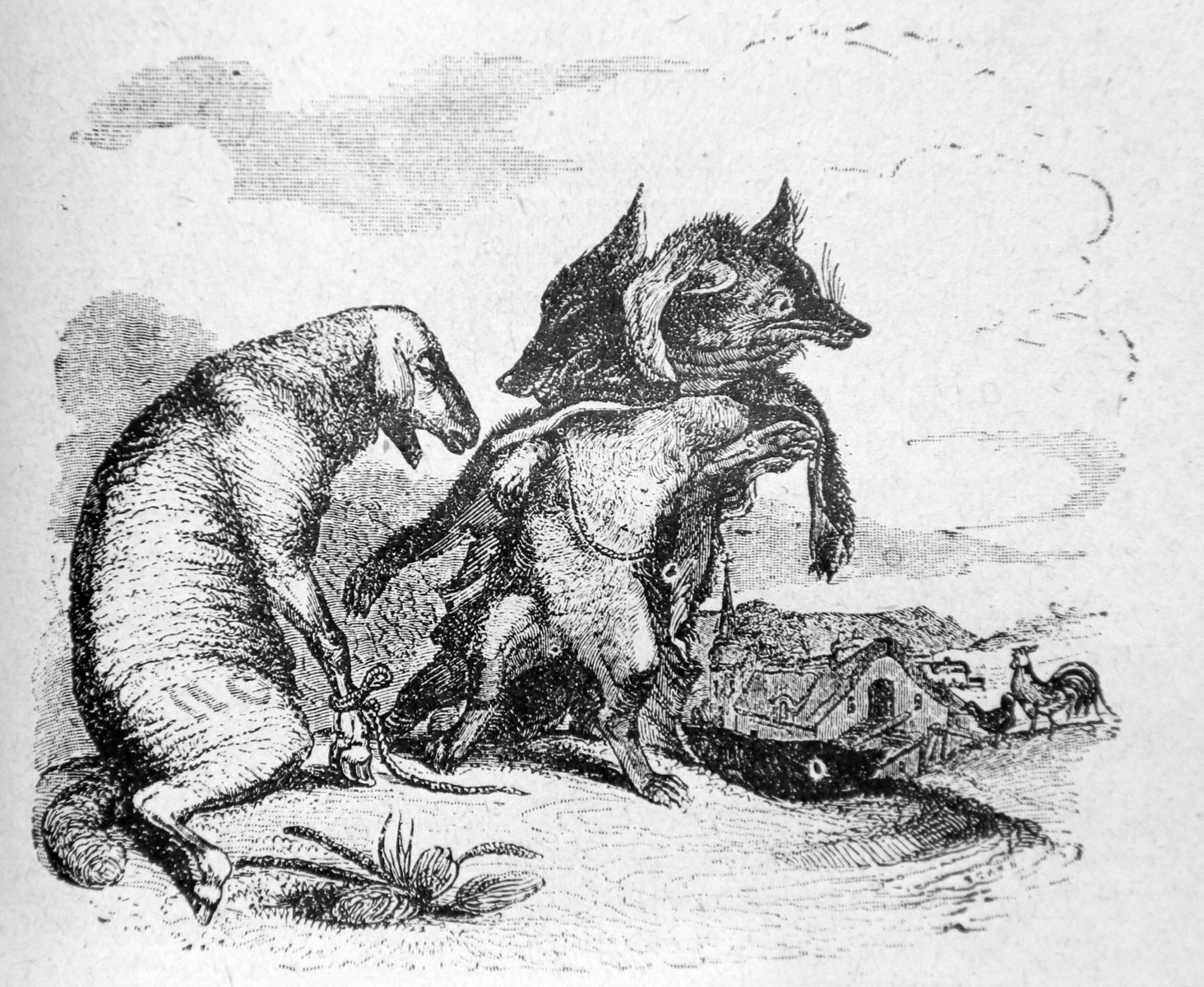
Le Loup et le Renard (Ill. de Grandville)

Il est difficile de présenter un schéma narratif valable pour toutes les fables, car depuis la plus haute antiquité, les recueils de fables pouvaient regrouper une grande variété de récits : histoires d'animaux, contes, récits mythologiques, anecdotes, bons mots et explications de type étiologique. Cette section ne concerne donc que les fables les plus typiques.
Selon Houdar de La Motte, la fable s'organise à partir de la morale que l'on veut démontrer :

« pour faire un bon apologue, il faut d'abord se proposer une vérité morale, la cacher sous l'allégorie d'une image qui ne pèche ni contre la justesse, ni contre l'unité, ni contre la nature; amener ensuite des acteurs que l'on fera parler dans un style familier mais élégant, simple mais ingénieux, animé de ce qu'il y a de plus riant et de plus gracieux, en distinguant bien les nuances du riant et du gracieux, du naturel et du naïf. »

La fable classique raconte une seule et unique action, qui repose sur des jeux d'opposition très nets entre deux personnages, tout comme dans les récits mythiques analysés par Claude Lévi-Strauss. Dès Ésope et Phèdre, ces oppositions sont énoncées le plus souvent dans le titre, qui annonce, par exemple, une histoire mettant aux prises une biche et une vigne, une grenouille et un bœuf, un corbeau et un renard, etc. D'entrée de jeu, le lecteur se trouve donc en présence d'une situation conflictuelle, qui va constituer le moteur du récit et en nouer l'intrigue. Dans les fables à deux personnages, « la fable connaît toujours un conflit, c.-à-d. un antagonisme entre les acteurs, basé sur des intérêts divergents ».
Souvent, les deux personnages se trouvent dans des positions subjectives fort dissemblables. L'un se vante de sa force, de ses habiletés ou de son importance : il est en position haute ; l'autre apparaît comme faible ou dépourvu de ressources : il occupe la position basse. Grâce à un évènement narratif imprévu, celui qui était en position haute se retrouvera en position basse et vice versa. On peut en voir une illustration dans la fable Le Chêne et le Roseau de La Fontaine (I, 22). Le chêne (A1), qui se vantait au début de sa solidité et méprisait le faible roseau (B1), est renversé par la tempête (A2) alors que le roseau se retrouve intact (B2) parce qu’il a su plier sans se rompre. Les deux personnages ont donc effectué un parcours inverse. Ce schéma est désigné comme « un double renversement ». Il se rencontre dans des dizaines de fables, souvent les plus populaires, tels Le Corbeau et le Renard, Le Lion et le Moucheron, Le Lion et le Rat, La Colombe et la Fourmi, Le Coq et le Renard, Le Cheval et le Loup, Le Cheval et l'Âne, Les Deux Coqs, Le Loup et le Renard, Le Chat et le Renard, Le Trésor et les Deux Hommes, Le Lièvre et la Tortue, Le Renard et la Cigogne.
Parfois, le renversement se fait au profit d'un troisième personnage, comme dans Les Voleurs et l'Âne, La Grenouille et le Rat, L'Oiseleur, l'Autour et l'Alouette, Le Chat, la Belette et le Petit Lapin, Le Cheval s'étant voulu venger du Cerf, L'Huître et les Plaideurs. Parfois encore, le modèle du double renversement est quelque peu syncopé, comme dans La Cigale et la Fourmi où la situation initiale montrant l'avantage de la cigale sur la fourmi n'est évoquée qu'à la fin de la fable (« — Que faisiez-vous au temps chaud ? — Nuit et jour à tout venant / Je chantais ne vous déplaise »). C'est le cas aussi pour Le Rat de ville et le Rat des champs où La Fontaine commence par l'invitation du rat de ville alors que dans la version ésopique, tout comme dans celle d'Horace, cette invitation ne venait qu'après un repas chez le rat des champs que le cousin de la ville avait snobé pour la simplicité de ses mets. Par contre, dans L'Âne chargé d'éponges et l'Âne chargé de sel, La Fontaine a renforcé la structure du modèle ésopique, en faisant intervenir deux protagonistes plutôt qu'un seul. Dans nombre de fables, la fable se développe ainsi sur des relations antithétiques entre des sujets, des objets, des situations ou des propriétés. Cela permet de verrouiller le sens de la fable et de véhiculer une morale facile à déduire, particulièrement dans la fable antique.
À la différence de ses prédécesseurs, La Fontaine joue souvent sur l'ambiguïté pour donner plus de piquant à ses fables. Par exemple, alors que dans la tradition ésopique, la morale de la fable La cigale et les fourmis indique clairement que la cigale est à blâmer pour son insouciance, la leçon est loin d'être aussi claire dans l'adaptation qu'en a faite La Fontaine, en raison des jeux sur le signifiant (rejets, sonorités, rimes, rythmes),.
La fable se prête moins bien que le conte traditionnel à ce que le lecteur s'identifie d'entrée de jeu avec un personnage. Qui choisir, en effet, du chat ou du renard, du renard ou de l'écureuil, du lion ou du rat, de la cigale ou de la fourmi ? Cette difficulté pour le lecteur à se projeter dans le récit, en s'identifiant d'emblée à un personnage, a pour effet de le maintenir dans l'expectative et de le placer dans la position d'un observateur ou plus précisément d'un juge. La fable s'adresse ainsi davantage à l'intelligence et à la faculté de jugement qu'à un goût d'évasion ou de rêverie sentimentale. C'est ce qui en a fait un genre privilégié pour servir à « l'éducation des peuples », ainsi que le montre son histoire ci-dessus.

## Dimension morale

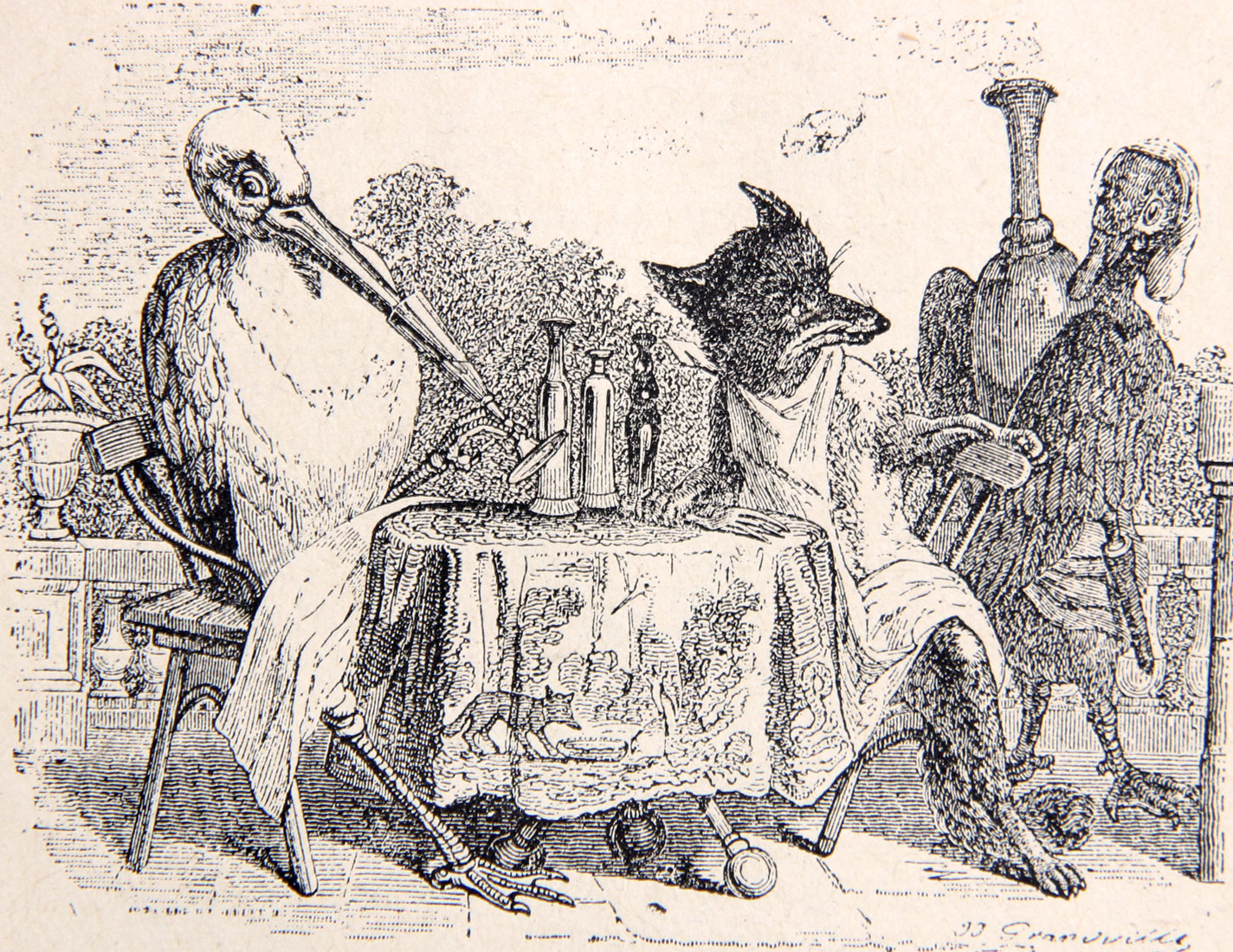
Le Renard et la Cigogne ou Comment tromper un filou.

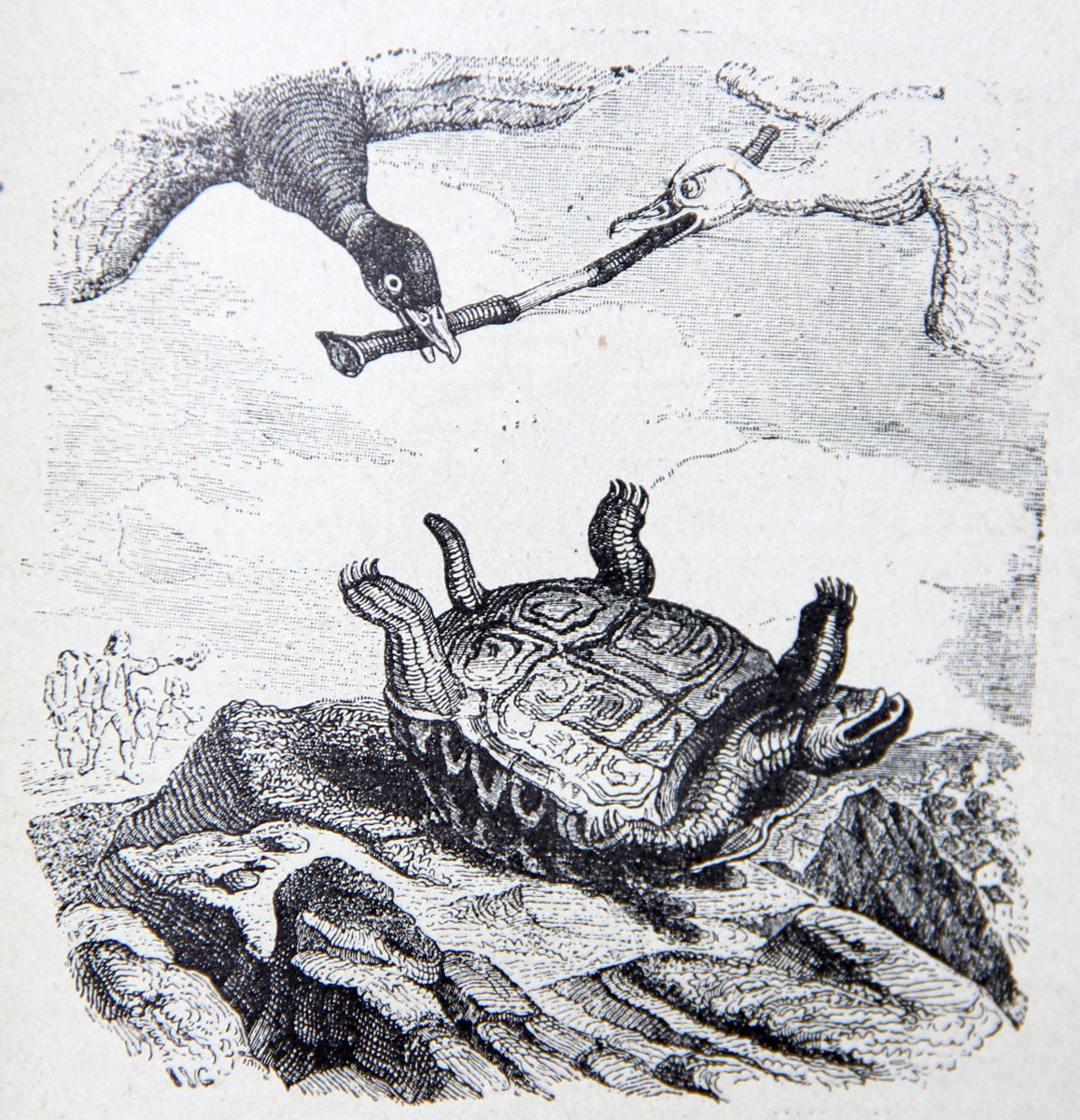
La Tortue et les Deux Canards ou Le piège des automatismes.

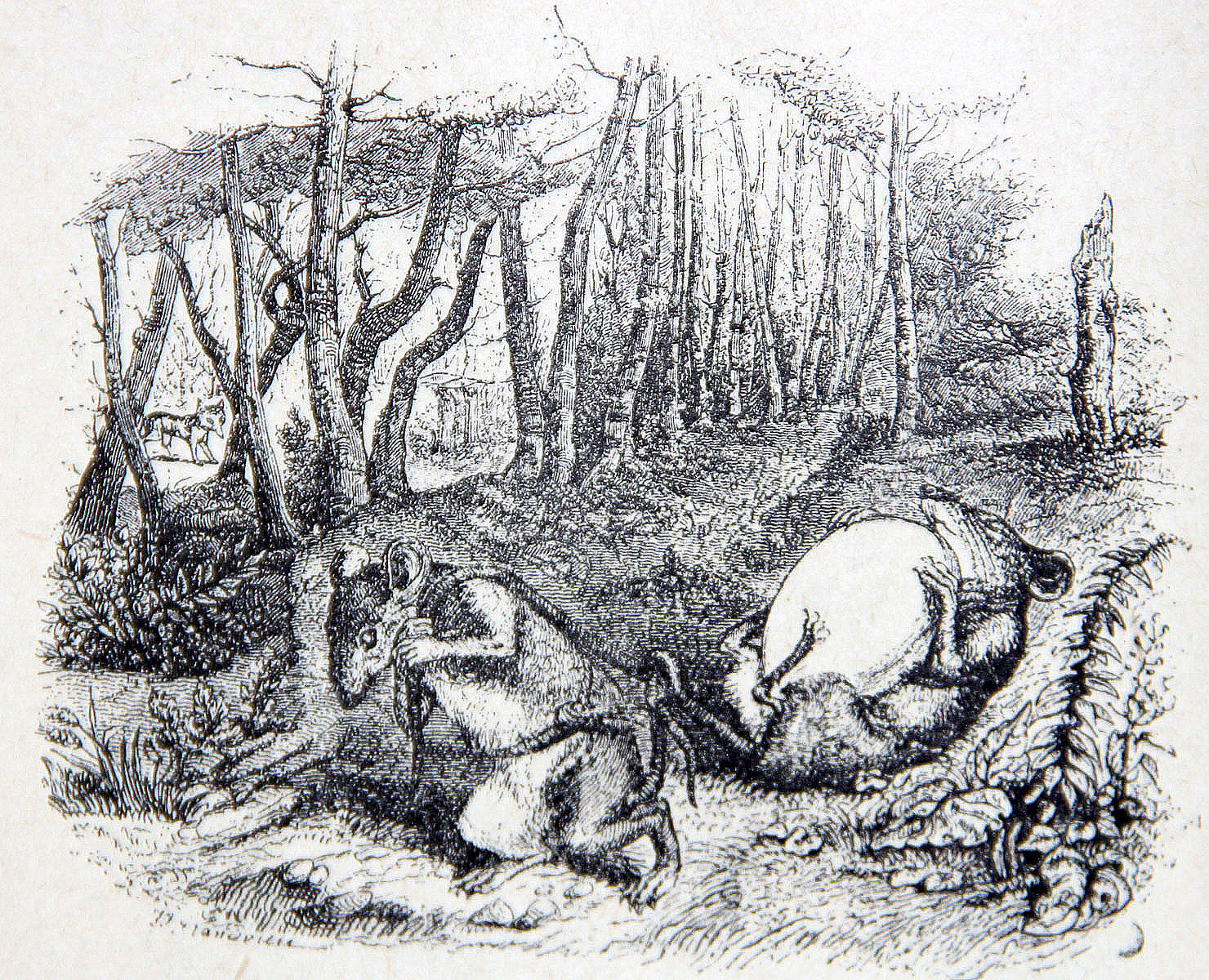
Les Deux Rats, le Renard et l'Œuf ou Comment résoudre un problème de transport.

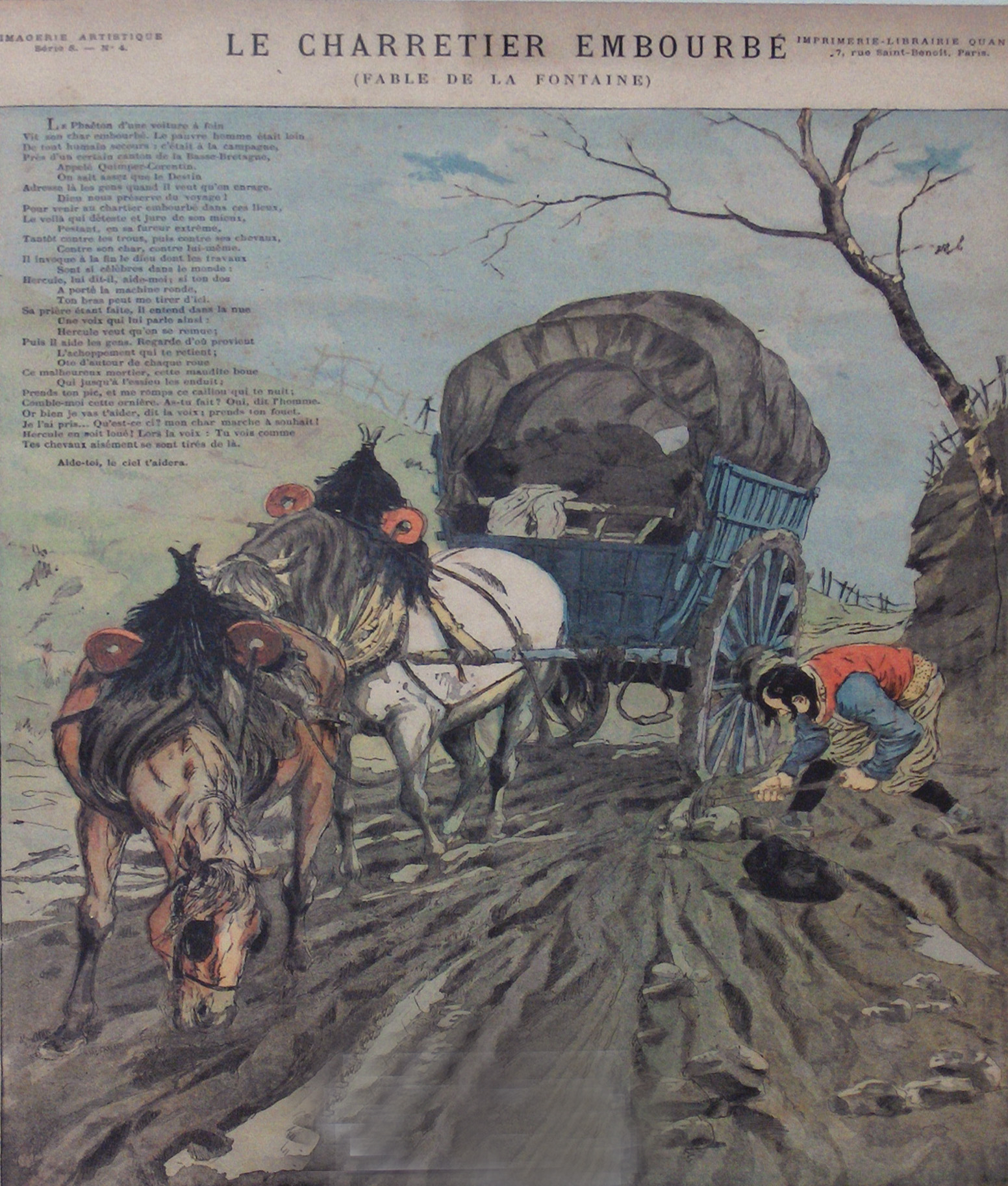
Le Chartier embourbé « Aide-toi, le Ciel t'aidera.»

Loin d'être une annexe au récit, la morale (ou moralité) en est le résumé, l'argument sur lequel celui-ci est construit, elle constitue un élément essentiel de la fable. Selon Hegel, « La fable est comme une énigme qui serait toujours accompagnée de sa solution ». Taine, pour sa part, compare la morale au CQFD des théorèmes de géométrie.
Alors que la fable est souvent définie comme un « petit récit, le plus souvent en vers, d'où l'on tire une moralité », Claude Simon, rejoignant Houdar de La Motte, inverse le processus dans la création : « Pour le fabuliste, il y a d'abord une moralité et ensuite seulement l'histoire qu'il imagine à titre de démonstration imagée, pour illustrer la maxime, le précepte ou la thèse que l'auteur cherche par ce moyen à rendre plus frappants ».
Dans certaines fables dont le sens est évident, la morale n'est pas formulée explicitement, l'auteur préférant laisser au lecteur le plaisir de la déduire lui-même du récit.
On appelle la morale promythion (ou prologue) quand elle est placée en tête de la fable, epimythion (ou épilogue) quand elle y fait suite. Dans le Pañchatantra, la morale est mentionnée au début et à la fin de chaque fable.
La valeur « morale » des fables a souvent été critiquée. Selon Jean-Jacques Rousseau la morale de la fable est souvent douteuse, voire purement immorale, et inappropriée à l'éducation des enfants :

« On fait apprendre les fables de la Fontaine à tous les enfants, et il n’y en a pas un seul qui les entende. Quand ils les entendraient, ce serait encore pis ; car la morale en est tellement mêlée et si disproportionnée à leur âge, qu’elle les porterait plus au vice qu’à la vertu. […] Ainsi donc la morale de la première fable citée (Le Corbeau et le Renard) est pour l'enfant une leçon de la plus basse flatterie; celle de la seconde, une leçon d'inhumanité (La Cigale et la Fourmi); celle de la troisième, une leçon d'injustice (La Génisse, la Chèvre et la Brebis, en société avec le Lion). »

Un siècle après Rousseau, Lamartine est encore plus sévère dans son jugement sur La Fontaine :

« Ces histoires d'animaux qui parlent, qui se font des leçons, qui se moquent les uns des autres, qui sont égoïstes, railleurs, sans amitié, plus méchants que nous, me soulevaient le cœur. Les fables de La Fontaine sont plutôt la philosophie dure, froide et égoïste d'un vieillard, que la philosophie aimante, généreuse, naïve et bonne d'un enfant : c'est du fiel, ce n'est pas du lait pour les lèvres et pour les cœurs de cet âge. »

Ces critiques seraient justifiées si la fable se présentait effectivement comme une leçon de vertu, alors que sa caractéristique principale est d'être « une structure narrative spécifique qui impose d'elle-même une interprétation transcendante », c'est-à-dire une interprétation qui dépasse le niveau apparent du récit.
Même si certaines fables ont une portée éthique, comme chez Hésiode, la plupart sont des histoires de mise en garde, enseignant comment survivre dans le monde hostile des sociétés traditionnelles, où le pouvoir des puissants s'exerce sans contrepoids et où l'on risque toujours d'avoir affaire à plus fort ou plus habile que soi. Par leur dénouement, où le personnage qui se vantait de ses avantages au début est durement puni à la fin, la fable recommande à chacun de « garder un profil bas ». Le philosophe Michel Serres exprime cette idée autrement : « il faut éviter d'être pris dans les avatars du minor et du major […] Si vous voulez gagner, jouez le minorant ».
Il en va de même pour les fables du Pañchatantra, dont un spécialiste résume ainsi les morales : dans la plupart des cas, le vice est récompensé, tandis que la vertu est parfois punie, la tricherie se révélant le plus sûr moyen de réussir.
La fable met aussi en garde contre les actes inconsidérés et l'absence de réflexion préalable à une action, comme de descendre dans un puits sans avoir envisagé le moyen d'en remonter (Le Renard et le Bouc). Elle prévient en somme contre le piège des automatismes et tire ses meilleurs effets de situations où se produit chez l'un des personnages une réaction réflexe inappropriée : ouvrir la bouche pour montrer la beauté de son chant (Le Corbeau et le Renard) ou pour répondre à un défi alors que la situation exigeait qu'on la garde fermée (La Tortue et les Deux Canards), ou parce qu'on est emporté par son avidité (Le Chien qui lâche sa proie pour l'ombre). Ou encore, un ami met trop de force pour écraser une mouche (L'Ours et l'Amateur des jardins). Même Jupiter ne peut s'empêcher d'accomplir un acte réflexe (L'Aigle et l'Escarbot). Il en va de même de la jeune femme qui se laisse emporter par son imagination au point de perdre le peu qu'elle avait (La Laitière et le Pot au lait). Ces actions manquées provoquent le rire chez le lecteur, car, ainsi que l'avait noté le philosophe Henri Bergson, « le comique est ce par où le personnage se livre à son insu, le geste involontaire, le mot inconscient ».
Bien des fables se présentent encore comme des réponses à un problème ou comme le déchiffrement d'une énigme. C'est le cas notamment dans Le Lion malade et le Renard, Le Chartier embourbé, Les Deux Rats, le Renard et l'Œuf ou La Cour du Lion.

## Fable et allégorie

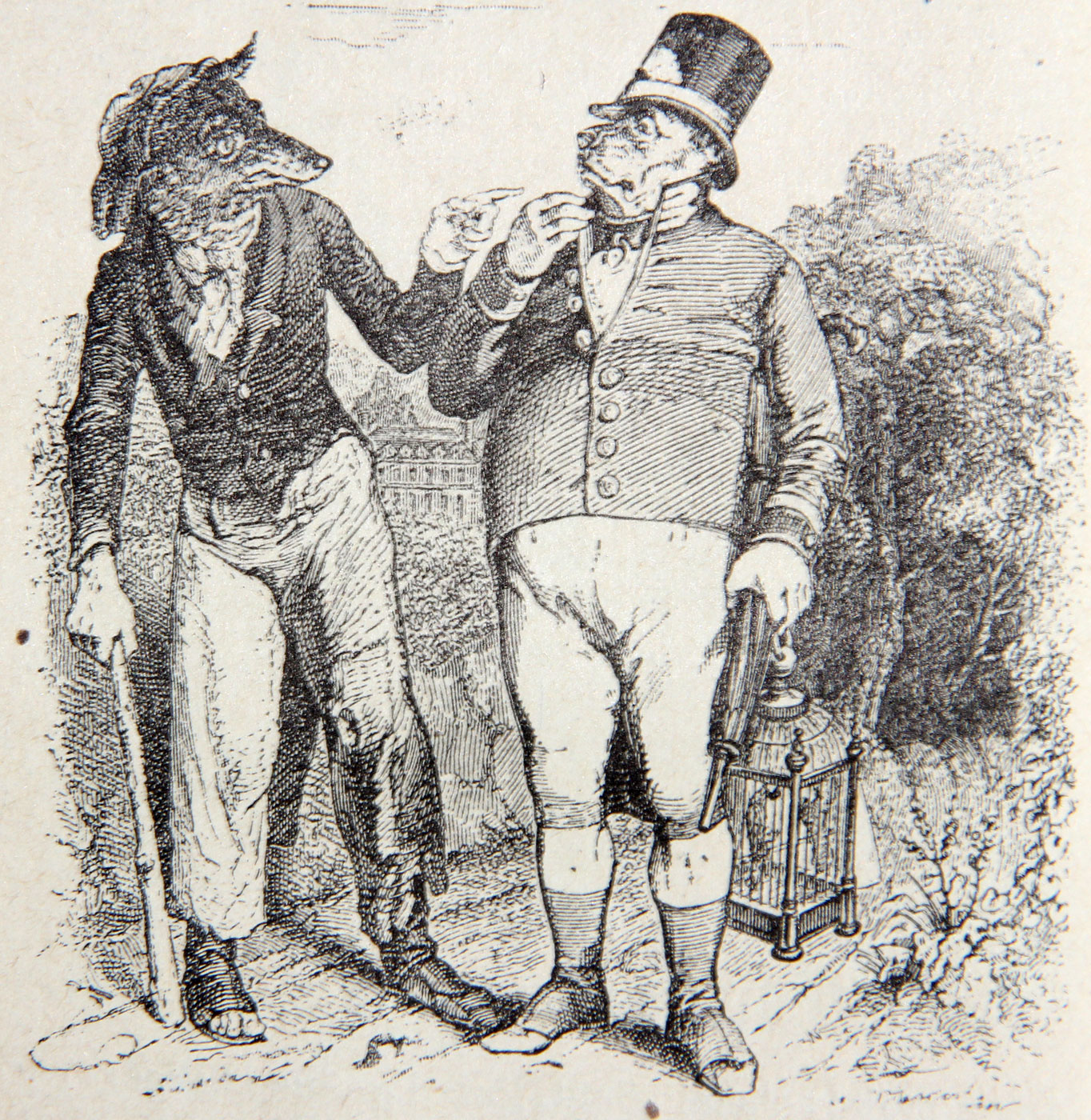
La fable d'Ésope l'Âne sauvage et l'Âne domestique est devenue chez La Fontaine Le Loup et le Chien. Une même idée se traduit différemment à diverses époques.

Une allégorie consiste dans la juxtaposition d'un sens apparent et d'un sens caché. La fable est donc une forme d'allégorie, car l'histoire imagée qui y est racontée est mise en relation avec une morale abstraite, donnant une portée générale à ce qui n'était en apparence qu'une anecdote. Ainsi, dans Le Renard et la Cigogne, la morale ne fait que dégager la leçon du récit et en tirer une portée générale :
Trompeurs, c'est pour vous que j'écris :

Attendez-vous à la pareille.
Un second niveau allégorique apparaît lorsque chacun des personnages du récit, ou chacun des éléments de l'action, doit être interprété à un niveau métaphorique pour que le sens du récit apparaisse. C'est le cas, par exemple, dans Le Voyage de Florian, où il faut apercevoir le rapport entre les moments de la vie humaine et ceux d'un voyage qui commence à l'aube et s'achève le soir. Ce mécanisme d'interprétation serait une caractéristique générique de la fable, qui « a érigé en système la capacité que possède tout récit de se terminer par une évaluation ».
Les animaux se prêtent bien au jeu de l'allégorie car ils sont souvent identifiables à des caractéristiques morales en raison de leur physique, de leur comportement ou des qualités qu'on leur prête. Le chien est ainsi considéré comme le symbole de la fidélité tandis que le loup symbolise le côté sauvage et brutal. La colombe représente l'attachement amoureux, la fourmi l'ardeur au travail, le renard la ruse, l'âne la stupidité, l'éléphant la force, le paon la vanité, le lion la puissance, l'agneau l'innocence, etc. Cette façon d'attribuer des traits humains à des animaux est de l'anthropomorphisme. Les animaux permettent ainsi de représenter de façon vivante des idées abstraites. Comme l'ont signalé nombre de critiques, La Fontaine décrit ses animaux avec des traits d'une grande justesse, qui en font plus que de simples abstractions : « Si le lion n'agissait qu'en roi, s'il n'avait pas pour Louvre « un antre, vrai charnier », si, lorsqu'il établit son budget, il ne comptait pas sur ses ongles, la fable serait froide et sans vie ».

## Illustration de la fable
Comme elle présente des actions simples accomplies par des personnages très typés, la fable se prête bien à l'illustration et celle-ci renforce l'attrait du récit tout en déclenchant d'emblée chez le lecteur un processus d'interprétation. Illustrée, la fable parle directement au lecteur et le séduit, particulièrement chez les jeunes.
Dès l'apparition de l'imprimerie, les recueils de fables sont accompagnés d'illustrations, notamment chez Steinhowel (1476), Corrozet (1542), Nevelet (1610). Le premier recueil de fables de La Fontaine est illustré par François Chauveau (La Cigale et la Fourmi. Ces recueils attireront par la suite les plus grands illustrateurs, notamment Jean-Baptiste Oudry (1686-1755), Charles Monnet (1732-1808), Tony Johannot (1803-1852), Jean-Jacques Grandville (1803-1847), Gustave Doré (1832-1883) ou Marc Chagall (1887-1985). Le recueil de La Fontaine est probablement l'œuvre la plus illustrée de la littérature française[réf. souhaitée].

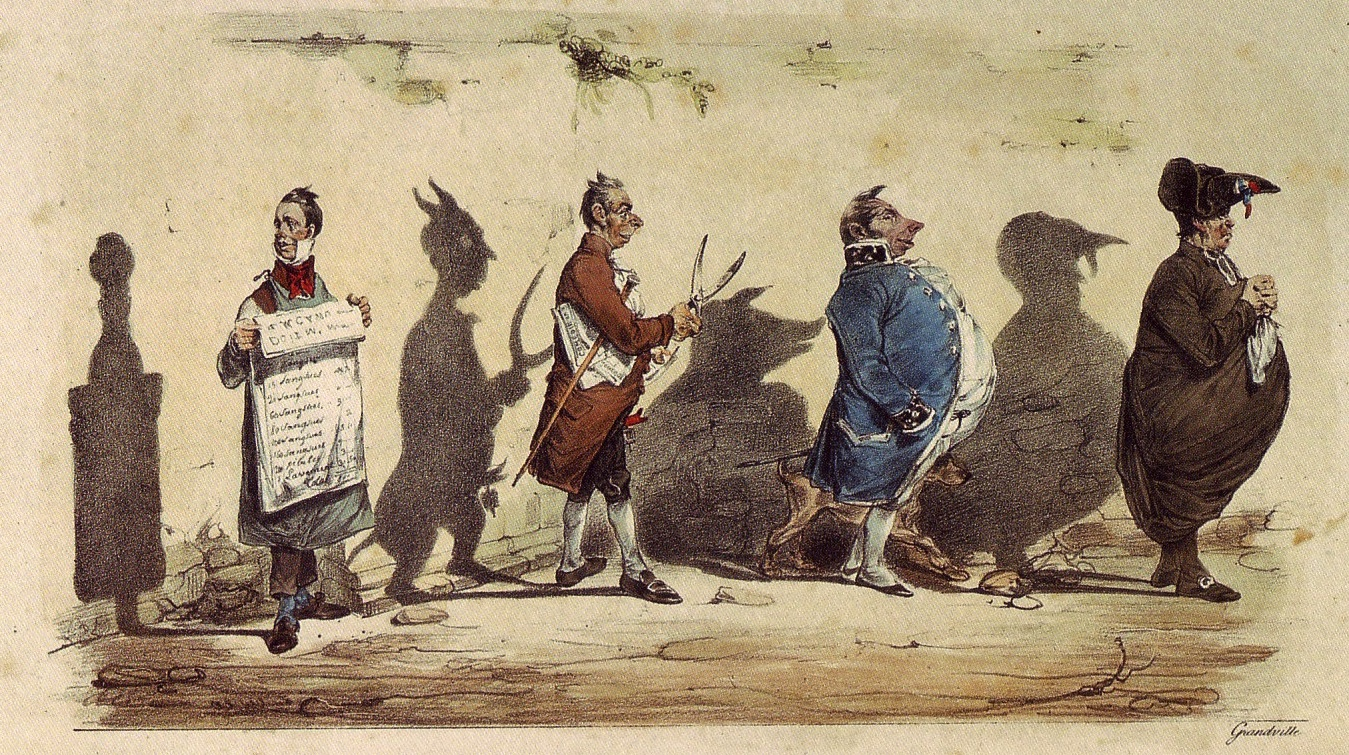
Grandville, « Ombres portées », 1830. Cet illustrateur était fasciné par les ressemblances entre types humains et animaux.

La bande dessinée s'est aussi intéressée à la fable, soit pour illustrer des recueils classiques et leur donner une nouvelle vie comme chez Anouk, soit pour la parodier comme l'a fait Gotlib dans la Rubrique-à-brac (1970).

### Sources classiques
- Joseph Bédier, Les fabliaux, Paris, Champion, 1911
- René Bray, Les Fables de La Fontaine : Essai sur la signification du comique, Paris, Edgar Malfère, 1929
- Hippolyte Taine, Essai sur les fables de La Fontaine, Paris, Mme ve Joubert, 1853
- Hippolyte Taine, La Fontaine et ses fables, Paris, Hachette, 1883

### Critique récente
- (en) H.J. Blackham, The Fable as Literature, Londres, Athlone Press, 1985, 280 p.
- Karl Canvat et Christian Vandendorpe, La fable : Vade-mecum du professeur de français, Bruxelles-Paris, Didier Hatier, coll. « Séquences », 1993, 104 p.
- Nicole Cottart, « Le Livre de Kalila et Dimna », dans Jean Glénisson, Le livre au Moyen Âge, Louvain-la-Neuve, Brepols, 1988
- Patrick Dandrey, La fabrique des fables, Paris, Klincksieck, 2010
- Louisa Düss, La méthode des fables en psychanalyse infantile, L'Arche, 1950
- Yves Giraud, L'emblème à la Renaissance, Paris, S.E.D.E.S-C.D.U., 1982
- (en) Niklas Holzberg, The Ancient Fable : An Introduction, Bloomington, Indiana University Press, 2002, 128 p.
- Morten Nojgaard, La fable antique, vol. 1, Copenhague, Nyt Nordisk Forlag, 1964
- Jean-Noël Pascal, « Brèves remarques sur quelques fabulistes des Lumières », dans Geneviève Artigas-Menant et Alain Couprie, L'idée et ses fables, Paris, Champion, 2008, 339 p.
- Jean Pépin, Mythe et allégorie : les origines grecques et les contestations judéo-chrétiennes, vol. 1, Paris, Etudes augustiniennes, 1976
- Louis Renou, « Littérature sanscrite », dans Raymond Queneau, Histoire des littératures 1, Paris, Gallimard, 1955, 1768 p.
- (en) Lee Rourke, A Brief History of Fables : From Aesop to Flash Fiction, Bloomington, Hesperus Press, 2011, 178 p.
- Michel Serres, Hermès IV. La distribution, Paris, Minuit, 1977
- (en) G.U. Thite, « Indian Fable », dans Robert S. Falkowitz et al., La Fable, Genève, Fondation Hardt, 1984, 322 p.
- Pascal Tonazzi, Le vocabulaire des Fables de La Fontaine, Paris, Berg International, 2017, 216p.
- Pascal Tonazzi, Morales, maximes et pensées des Fables de La Fontaine, La Rochelle, Coll. Electrons Libres, Evidence Editions, 2018, 136 p.  (ISBN 979-10-348-0973-8)
- Christian Vandendorpe, Apprendre à lire des fables : Une approche sémio-cognitive, Longueuil, Le Préambule, 1989
- Laurent Versini, « Fable, apologue, mythe et Lumières chez Diderot », dans Geneviève Artigas-Menant et Alain Couprie, L'idée et ses fables, Paris, Champion, 2008, 339 p.

### Recueils de fables

#### En français
- Christophe MEREL, Adèle Caldelar, vie et oeuvres d'une muse vendéenne, Edilivre, Paris, 2021
- Christophe MEREL, Esther Sezzi, biographie et anthologie d'une féministe, poétesse et fabuliste dans la France du 19e, Edilivre, Paris 2022
- Jean Anouilh, Fables, Paris, La Table ronde, 1962
- Jean de La Fontaine, Fables choisies mises en vers, 1668-1694, Leyde, 1615 (lire en ligne)
- Jean-Pierre Claris de Florian, Fables de M. de Florian : de l’académie françoise, de celles de Madrid, Florence, etc., Paris, impr. de P. Didot l'aîné, 1792, 224 p., in-12° (lire en ligne)
- Pierre Gamarra (ill. René Moreu), La Mandarine et le Mandarin, La Farandole (no 227), 1970

##### En argot
- Christophe MEREL, les fables de La Fontaine en louchébem, Edilivre, Paris, 2011
- Pierre Perret, Le petit Perret des fables, Paris, Lattès, 1991

##### Traductions
- Babrius (trad. A.L. Boyer), Fables de Babrius, Paris, Firmin Didot, 1844 (lire en ligne)
- Ésope (trad. Émile Chambry), Fables d'Ésope, Paris, Firmin Didot, 1844 (lire en ligne)
- Ésope (trad. Gilles Corrozet), Les Fables du très ancien Ésope, Paris, 1542 (présentation en ligne, lire en ligne)
- Phèdre (trad. Pierre Constant), Fables de Phèdre, Paris, Classiques Garnier, 1937 (lire en ligne)
- Tchouang-tseu (trad. Liou Kia-hway), L'œuvre complète de Tchouang-tseu, Paris, Gallimard, 1969 (lire en ligne)
- [Sans nom d’auteur] (trad. Édouard Lancereau), Pantchatantra ou les cinq livres : Recueil d'apologues et de contes traduits du sanscrit, Paris, Imprimerie nationale, 1881 (lire en ligne)

#### En créole réunionnais
- Louis Héry Fables créoles dédiées aux dames de l'île Bourbon 1828

#### En latin
- (la) Laurentius Abstemius, Aesopi Phrygis et aliorum fabulae, Lyon, Seb. Gryphius, 1536, 310 p. (lire en ligne)
- (la) Erpenius, Locmani sapientis fabulœ et selectà quœdam arabum adagio, cum interprétation latina et notis, Leyde, 1615 (lire en ligne)
- (la) Jean de Capoue, Directorium humanae vitae, Paris, Firmin Didot, 1844 (présentation en ligne, lire en ligne)
- (la) Léopold Hervieux, Les fabulistes latins depuis le siècle d'Auguste jusqu'à la fin du Moyen Âge, vol. 5, Paris, Firmin Didot, 1899

#### En d'autres langues
- (es) Anonyme, Calila y Dimna. Version espagnole en ligne

### Autres
- Anouk, Fables de La Fontaine en bandes dessinées, Paris, Calmann-Lévy, 1984
- Robert Benayoun, Les dingues du nonsense : De Lewis carroll à Woody Allen, Paris, Balland, coll. « Virgule », 1984, 318 p.
- Oulipo, Atlas de littérature potentielle, Paris, Gallimard, coll. « Folio », 1988, 432 p.